# Kanye West/Auszeichnungen für Musikverkäufe

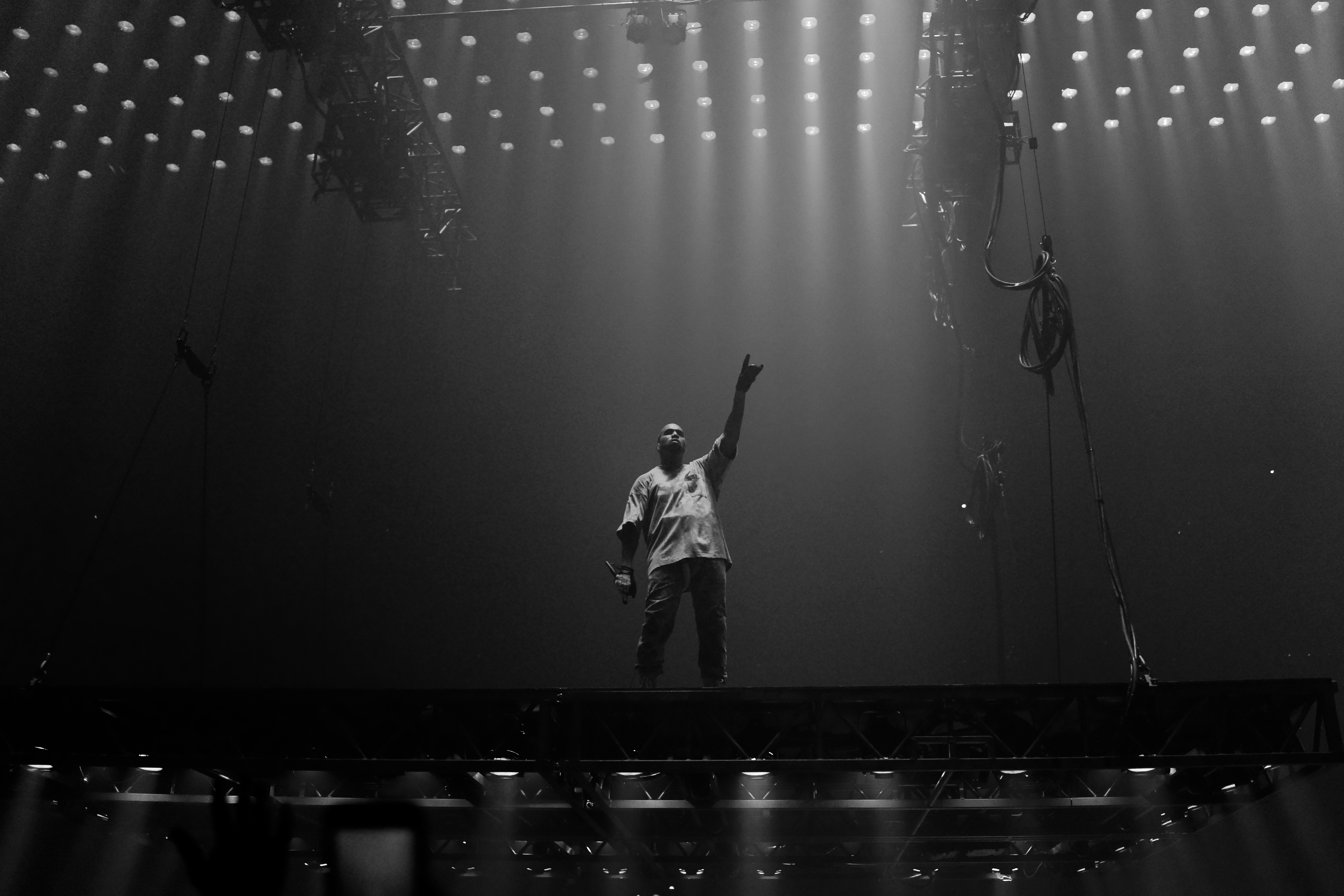
Kanye West (2016)

Dies ist eine Übersicht über die Auszeichnungen für Musikverkäufe des US-amerikanischen Rappers Kanye West. Die Auszeichnungen finden sich nach ihrer Art (Gold, Platin usw.), nach Staaten getrennt in chronologischer Reihenfolge, geordnet sowie nach den Tonträgern selbst, ebenfalls in chronologischer Reihenfolge, getrennt nach Medium (Alben, Singles usw.), wieder.

## Auszeichnungen
| - Vereinigtes Königreich - 2018: für die Single All Day - 2019: für das Lied Real Friends - 2019: für die Single Diamonds from Sierra Leone - 2019: für das Lied Pt. 2 - 2020: für das Lied Wolves - 2020: für die Single Thank You - 2020: für die Single Blessings - 2020: für das Lied FML - 2021: für das Lied Mixed Personalities - 2021: für das Album Jesus Is King - 2021: für die Single Yikes - 2021: für die Single Ego Death - 2022: für die Single Hurricane - 2022: für die Single Heard ’Em Say - 2022: für das Lied Good Morning - 2022: für das Lied No More Parties in LA - 2022: für die Single Champions - 2023: für das Lied Blood on the Leaves - 2023: für das Lied Praise God - 2023: für die Autorenbeteiligung/Produktion Tell Your Friends (The Weeknd) - 2023: für das Lied Dark Fantasy - 2023: für das Lied Gorgeous - 2023: für das Lied Champion - 2024: für das Lied Off the Grid - 2024: für das Lied Everything I Am - 2024: für das Lied Saint Pablo - 2024: für das Album Vultures 1 - 2024: für das Lied Moon - 2024: für die Single Why I Love You - 2024: für die Single Gotta Have It - 2025: für das Lied Family Business - 2025: für die Single True Love - Australien - 2008: für das Album 808s & Heartbreak - 2009: für die Single Love Lockdown - 2009: für die Single Knock You Down - 2013: für das Album Yeezus - 2015: für die Single Can’t Tell Me Nothing - 2015: für die Single Homecoming - 2015: für die Single Otis - 2016: für die Single Famous - Belgien - 2008: für die Single American Boy - 2012: für die Single Niggas in Paris - 2024: für die Single Carnival - Brasilien - 2024: für die Single Black Skinhead - 2024: für die Single Blessings - 2024: für das Lied Wolves - 2024: für die Single Ghost Town - 2024: für die Single Mercy - 2024: für die Single Closed on Sunday - 2024: für die Single All of the Lights - 2024: für die Single Famous - 2024: für die Single Knock You Down - 2024: für das Lied Moon - 2024: für das Lied Off the Grid - 2024: für das Lied Violent Crimes - 2024: für die Single Heartless - 2024: für das Lied Selah - 2024: für die Single Bound 2 - 2024: für das Lied God Is - 2024: für die Single Gold Digger - 2024: für das Lied Ultralight Beam - 2024: für die Single THat Part - 2024: für die Produktion American Oxygen (Rihanna) - 2024: für das Album My Beautiful Dark Twisted Fantasy - 2024: für die Single Run This Town - 2024: für das Lied Everything We Need - 2024: für das Lied Use This Gospel - 2024: für die Single Yikes - Dänemark - 2008: für die Single Love Lockdown - 2012: für die Single E.T. - 2013: für das Streaming Gold Digger - 2013: für das Streaming No Church In the Wild - 2013: für das Streaming Clique - 2013: für das Streaming Stronger - 2013: für das Streaming Black Skinhead - 2012: für das Streaming Power - 2014: für das Streaming Mercy - 2014: für das Streaming Otis - 2014: für das Streaming Run This Town - 2014: für das Streaming Runaway - 2015: für die Produktion American Oxygen (Rihanna) - 2016: für die Single Only One - 2018: für die Autorenbeteiligung/Produktion I Don’t Fuck with You (Big Sean) - 2019: für das Lied FML - 2020: für das Album Jesus Is King - 2022: für die Single Champions - 2022: für die Single Waves - 2022: für das Lied Ultralight Beam - 2022: für die Single Touch the Sky - 2022: für die Single All Mine - 2023: für die Single Through the Wire - 2023: für das Lied Good Morning - 2023: für das Lied I Wonder - 2023: für die Single Forever - 2024: für die Single Good Life - 2024: für das Lied Devil In a New Dress - 2024: für das Album Vultures 1 - 2024: für das Lied Wolves - 2024: für die Single Hurricane - 2024: für die Single Jesus Walks - 2024: für die Single Ghost Town - 2025: für die Single Carnival - Deutschland - 2011: für die Single E.T. - 2013: für die Single American Boy - 2017: für die Autorenbeteiligung/Produktion Bitch Better Have My Money (Rihanna) - 2018: für die Single Gold Digger - 2018: für die Single Homecoming - 2023: für das Album Graduation - 2023: für die Single All of the Lights - 2023: für die Single Can’t Tell Me Nothing - 2023: für die Single Famous - 2023: für die Single Heartless - 2023: für die Single Love Lockdown - 2023: für die Single Run This Town - 2023: für die Single I Love It - 2023: für die Autorenbeteiligung/Produktion I Don’t Fuck with You (Big Sean) - 2024: für das Album My Beautiful Dark Twisted Fantasy - 2024: für das Album Watch the Throne - Frankreich - 2015: für die Single FourFiveSeconds - 2015: für die Autorenbeteiligung/Produktion Bitch Better Have My Money (Rihanna) - 2019: für die Single I Love It - 2020: für das Album The Life of Pablo - 2023: für das Album Donda - 2023: für die Single Famous - 2024: für die Single Father Stretch My Hands Pt. I - 2025: für die Single Fade - 2025: für die Single Carnival - Griechenland - 2023: für die Autorenbeteiligung/Produktion Bitch Better Have My Money (Rihanna) - 2024: für die Single Father Stretch My Hands Pt. I - 2024: für die Single Carnival - Island - 2023: für das Album Graduation - Italien - 2016: für die Single No Church In the Wild - 2017: für die Single Famous - 2017: für die Single Gold Digger - 2018: für die Single Power - 2018: für die Single I Love It - 2019: für die Single Black Skinhead - 2021: für die Single American Boy - 2022: für das Album Donda - 2023: für das Lied Praise God - 2023: für die Single Father Stretch My Hands Pt. I - 2023: für die Single Flashing Lights - 2024: für die Single Run This Town - 2024: für die Single Bound 2 - 2024: für die Single Runaway - 2024: für das Album Watch the Throne - 2024: für das Album The Life of Pablo - 2024: für die Single Can’t Tell Me Nothing - 2024: für das Lied Violent Crimes - 2024: für das Album Ye - 2024: für die Single Carnival - 2024: für die Single All of the Lights - Japan - 2005: für das Album Late Registration - Kanada - 2012: für die Single Otis - 2019: für die Autorenbeteiligung/Produktion Tell Your Friends (The Weeknd) - 2021: für das Lied Jail - 2021: für das Lied Moon - 2021: für das Lied Off the Grid - 2022: für das Lied Praise God - 2023: für die Single Follow God - Mexiko - 2013: für die Single E.T. - Neuseeland - 2009: für die Single Love Lockdown - 2015: für die Autorenbeteiligung/Produktion Bitch Better Have My Money (Rihanna) - 2016: für die Single Otis - 2021: für das Album Jesus Is King - 2023: für das Album The Life of Pablo - 2024: für die Single Carnival - 2024: für das Album Vultures 1 - Österreich - 2015: für die Single FourFiveSeconds - Polen - 2015: für die Produktion American Oxygen (Rihanna) - 2024: für die Single I Love It - 2024: für das Lied Off the Grid - 2024: für die Single Follow God - 2024: für das Lied Violent Crimes - 2024: für das Album Ye - Portugal - 2022: für die Single All Mine - 2022: für die Single Follow God - 2022: für die Single Bound 2 - Russland - 2007: für das Album Graduation - Schweden - 2013: für das Album Watch the Throne - Schweiz - 2008: für das Album Graduation - Spanien - 2024: für die Single I Love It - 2024: für die Single Niggas in Paris - 2024: für die Single Power - 2024: für die Single Flashing Lights - 2024: für die Single Father Stretch My Hands Pt. I - 2024: für die Single Heartless - 2024: für die Single Bound 2 - 2024: für die Single Gold Digger - 2025: für die Single Runaway - Vereinigte Staaten - 2006: für das Videoalbum The College Dropout Video Anthology - 2014: für die Single H•A•M - 2015: für das Lied New Slaves - 2015: für das Lied Who Gon Stop Me - 2015: für die Single Only One - 2019: für das Lied Mama - 2020: für das Lied Highlights - 2020: für das Lied Feedback - 2020: für das Lied 30 Hours - 2020: für das Lied Facts - 2020: für das Lied I Love Kanye - 2020: für das Lied Freestyle 4 - 2020: für das Album Jesus Is King - 2020: für die Single All Your Fault - 2020: für die Single Closed on Sunday - 2020: für die Single The New Workout Plan - 2020: für die Single Cold - 2020: für das Lied Welcome to Heartbreak - 2020: für das Lied Hey Mama - 2020: für das Lied Blame Game - 2020: für die Single Paranoid - 2020: für das Lied Hold My Liquor - 2020: für das Lied Saint Pablo - 2020: für das Lied Dark Fantasy - 2020: für das Lied See You in My Nightmares - 2020: für das Lied Wouldn’t Leave - 2020: für das Lied I Thought About Killing You - 2020: für das Lied No Mistakes - 2020: für das Lied Lost In The World - 2021: für das Lied Low Lights - 2021: für das Lied Selah - 2021: für das Lied So Appalled - 2021: für das Lied On God - 2021: für das Lied Drive Slow - 2022: für das Lied Jail - 2022: für das Lied We Don’t Care - 2022: für das Lied Use This Gospel - 2022: für das Lied Never Let Me Down - 2022: für das Lied Smuckers - 2022: für das Lied Family Business - 2022: für die Single City of Gods - 2022: für das Lied Hell of a Life - 2022: für das Lied Everything We Need - 2022: für das Lied Believe What I Say - 2022: für das Lied On Sight - 2023: für das Lied I Am a God - 2023: für das Lied Barry Bonds - 2023: für das Lied God Is - 2023: für das Lied Pure Souls - 2023: für das Lied Big Brother - 2024: für das Album Vultures 1 - 2024: für das Lied The Glory - 2025: für die Single I Wish You Would - Vereinigtes Königreich - 2015: für das Album Yeezus - 2018: für die Single Supernova - 2019: für die Single Clique - 2019: für das Album Late Orchestration - 2020: für die Autorenbeteiligung/Produktion Young Forever (Jay-Z feat. Mr Hudson) - 2021: für die Single Fade - 2021: für das Album Ye - 2022: für die Single Mercy - 2022: für das Album Donda - 2022: für die Autorenbeteiligung/Produktion ’03 Bonnie & Clyde (Jay-Z) - 2023: für die Single Father Stretch My Hands Pt. I - 2023: für die Single Slow Jamz - 2024: für die Single Ghost Town - 2024: für die Single Waves - 2024: für das Lied Devil In a New Dress - 2024: für die Single Follow God - 2025: für die Single Carnival - 2025: für die Single All Mine - 2025: für das Lied Ultralight Beam | - Australien - 2003: für die Autorenbeteiligung/Produktion ’03 Bonnie & Clyde(Jay-Z) - 2006: für das Album Late Registration - 2008: für die Single American Boy - 2010: für die Single Run This Town - 2015: für die Single Touch the Sky - 2015: für die Single Runaway - 2016: für das Album Watch the Throne - 2016: für die Autorenbeteiligung/Produktion Bitch Better Have My Money (Rihanna) - 2021: für das Album The Life of Pablo - Belgien - 2016: für die Single FourFiveSeconds - Brasilien - 2008: für das Lied Beat Goes On - 2024: für die Single Power - 2024: für die Single All Mine - 2024: für die Single Niggas in Paris - 2024: für die Single Follow God - 2024: für die Single Father Stretch My Hands Pt. I - 2024: für die Single Hurricane - 2024: für die Autorenbeteiligung/Produktion I Don’t Fuck with You (Big Sean) - Dänemark - 2008: für die Single American Boy - 2014: für das Streaming Black Skinhead - 2020: für das Album Yeezus - 2021: für die Single Power - 2021: für das Album 808s & Heartbreak - 2021: für die Single Famous - 2021: für die Single I Love It - 2021: für die Autorenbeteiligung/Produktion Bitch Better Have My Money (Rihanna) - 2022: für die Single All of the Lights - 2022: für das Album Donda - 2023: für die Single Father Stretch My Hands Pt. I - 2023: für das Album Ye - 2023: für die Single Homecoming - 2023: für die Single Bound 2 - 2024: für die Single Flashing Lights - 2024: für die Single Runaway - 2024: für die Single Run This Town - 2025: für die Single All Falls Down - 2025: für das Lied Violent Crimes - 2025: für die Single Can’t Tell Me Nothing - Deutschland - 2023: für die Single Power - Europa - 2008: für das Album Late Registration - Irland - 2007: für das Album Graduation - 2008: für das Album 808s & Heartbreak - Italien - 2011: für die Single E.T. - 2016: für die Autorenbeteiligung/Produktion Bitch Better Have My Money (Rihanna) - 2019: für die Single Niggas in Paris - 2024: für die Single Heartless - 2025: für das Album Graduation - 2025: für das Album My Beautiful Dark Twisted Fantasy - Kanada - 2004: für das Album The College Dropout - 2009: für das Album 808s & Heartbreak - 2011: für das Album Watch the Throne - 2012: für die Single Niggas in Paris - 2016: für die Single Famous - 2021: für die Single Hurricane - 2022: für das Album Donda - Neuseeland - 2011: für die Single E.T. - 2020: für die Single Mercy - 2020: für die Single THat Part - 2020: für die Single All Mine - 2021: für das Lied Ultralight Beam - 2022: für die Single Waves - 2022: für das Album Ye - 2022: für das Album Donda - 2022: für die Single Clique - 2022: für die Single Forever - 2022: für die Single Monster - 2022: für die Single Can’t Tell Me Nothing - 2022: für das Lied Mixed Personalities - 2023: für die Single Erase Me - 2024: für die Single No Church In the Wild - Österreich - 2024: für die Single E.T. - Polen - 2024: für das Album Donda - 2024: für das Lied Praise God - 2024: für die Single Father Stretch My Hands Pt. I - 2024: für das Album The Life of Pablo - Portugal - 2022: für die Single I Love It - 2023: für die Single Heartless - 2024: für die Single Father Stretch My Hands Pt. I - Schweden - 2015: für die Autorenbeteiligung/Produktion Bitch Better Have My Money (Rihanna) - 2015: für die Produktion American Oxygen (Rihanna) - 2016: für die Single Famous - Schweiz - 2015: für die Single FourFiveSeconds - Spanien - 2015: für die Single FourFiveSeconds - 2024: für die Autorenbeteiligung/Produktion Bitch Better Have My Money (Rihanna) - 2024: für die Single Stronger - Vereinigte Staaten - 2004: für die Autorenbeteiligung/Produktion I Want You (Janet Jackson) - 2006: für den Mastertone Gold Digger - 2007: für den Mastertone Stronger - 2008: für den Mastertone Good Life - 2009: für den Mastertone Heartless - 2009: für den Mastertone Put On - 2013: für die Single Swagga Like Us - 2014: für die Single Marvin & Chardonnay - 2015: für die Single Amazing - 2015: für die Single Gotta Have It - 2016: für die Single Erase Me - 2016: für die Single Make Her Say - 2017: für die Single One Man Can Change the World - 2018: für das Lied Pt. 2 - 2018: für das Lied Blood on the Leaves - 2018: für die Single Champions - 2018: für die Single Diamonds from Sierra Leone - 2018: für die Single Through the Wire - 2019: für die Autorenbeteiligung/Produktion Tell Your Friends (The Weeknd) - 2019: für die Single Watch - 2019: für die Single Yikes - 2020: für das Lied Real Friends - 2020: für das Lied FML - 2020: für das Lied Wolves - 2020: für die Single I Won - 2020: für die Single Heard ’Em Say - 2020: für die Single Touch the Sky - 2020: für die Single All Day - 2020: für das Lied Champion - 2021: für das Album Cruel Summer - 2021: für das Album Ye - 2022: für die Single Don’t Like.1 - 2022: für das Lied Gorgeous - 2022: für das Album Donda - 2022: für das Lied Praise God - 2022: für das Lied No More Parties in LA - 2022: für das Lied Moon - 2022: für das Lied Off the Grid - 2023: für das Lied Everything I Am - 2023: für die Autorenbeteiligung/Produktion ’03 Bonnie & Clyde(Jay-Z) - 2025: für das Lied Jukebox Joints - Vereinigtes Königreich - 2013: für das Album Watch the Throne - 2017: für das Album 808s & Heartbreak - 2017: für die Single E.T. - 2018: für die Single Knock You Down - 2018: für die Single Black Skinhead - 2019: für die Single I Love It - 2020: für die Autorenbeteiligung/Produktion Bitch Better Have My Money (Rihanna) - 2021: für das Album My Beautiful Dark Twisted Fantasy - 2021: für die Single Touch the Sky - 2021: für die Single Famous - 2021: für die Single Forever - 2022: für die Single No Church In the Wild - 2022: für das Album The Life of Pablo - 2022: für die Autorenbeteiligung/Produktion I Don’t Fuck with You (Big Sean) - 2023: für die Single Through the Wire - 2023: für die Single Runaway - 2023: für die Single Can’t Tell Me Nothing - 2024: für die Single Good Life - 2024: für die Single Otis - 2024: für die Single Love Lockdown - 2025: für das Lied Violent Crimes - 2025: für die Single Monster - 2025: für das Lied I Wonder - 2025: für die Single Jesus Walks | - Deutschland - 2023: für die Single FourFiveSeconds - Australien - 2015: für die Single All of the Lights - 2015: für die Single Niggas in Paris - 2021: für das Album My Beautiful Dark Twisted Fantasy - 2024: für die Single Forever - Brasilien - 2024: für die Single Stronger - 2024: für das Lied Praise God - Dänemark - 2013: für das Streaming Niggas in Paris - 2022: für die Single Stronger - 2022: für das Album Watch the Throne - 2023: für das Album Late Registration - 2024: für die Single Gold Digger - 2024: für die Single Heartless - 2024: für das Album The College Dropout - Deutschland - 2023: für die Single Niggas in Paris - Griechenland - 2024: für die Single Heartless - Irland - 2005: für das Album Late Registration - Italien - 2019: für die Single Stronger - Kanada - 2006: für das Album Late Registration - 2008: für das Album Graduation - 2022: für das Album The Life of Pablo - Neuseeland - 2021: für das Album Watch the Throne - 2021: für die Single I Love It - 2022: für die Single Power - 2023: für die Single Black Skinhead - 2023: für die Single Famous - 2024: für das Album The College Dropout - 2024: für das Album Yeezus - 2024: für die Single Good Life - 2024: für die Single Run This Town - 2024: für die Single Through the Wire - 2024: für die Single Slow Jamz - 2025: für das Album 808s & Heartbreak - Polen - 2016: für die Autorenbeteiligung/Produktion Bitch Better Have My Money (Rihanna) - Schweden - 2013: für die Single Niggas in Paris - Vereinigte Staaten - 2011: für die Single Knock You Down - 2014: für die Single Birhtday Song - 2015: für die Single Good Live - 2018: für die Single Famous - 2019: für die Single I Love It - 2020: für das Lied Mixed Personalities - 2020: für die Single All Falls Down - 2020: für das Album Yeezus - 2021: für das Lied Ultralight Beam - 2021: für die Single Fade - 2022: für die Single Ghost Town - 2023: für das Lied Violent Crimes - 2023: für das Lied Devil In a New Dress - 2023: für das Lied Good Morning - 2024: für die Single Follow God - 2024: für die Single Hurricane - 2024: für die Single Carnival - Vereinigtes Königreich - 2022: für die Single All of the Lights - 2024: für die Single Heartless - 2024: für die Single All Falls Down - 2024: für die Single Run This Town - 2025: für die Single Flashing Lights - 2025: für die Single Homecoming - 2025: für die Single Bound 2 - Deutschland - 2023: für die Single Stronger - Australien - 2020: für die Single I Love It - 2021: für die Autorenbeteiligung/Produktion I Don’t Fuck with You (Big Sean) - 2022: für die Single Bound 2 - 2025: für das Album Graduation - Brasilien - 2024: für die Single FourFiveSeconds - 2024: für die Single I Love It - Dänemark - 2021: für die Single FourFiveSeconds - 2023: für das Album My Beautiful Dark Twisted Fantasy - 2024: für die Single Niggas in Paris - Italien - 2017: für die Single FourFiveSeconds - Kanada - 2017: für die Autorenbeteiligung/Produktion I Don’t Fuck with You (Big Sean) - Neuseeland - 2023: für die Single American Boy - 2023: für die Single Knock You Down - 2024: für die Single Runaway - 2024: für die Single Homecoming - 2024: für die Single Father Stretch My Hands Pt. I - 2024: für die Single Bound 2 - 2025: für das Album Late Registration - Polen - 2016: für die Single FourFiveSeconds - Vereinigte Staaten - 2018: für die Single Blessings - 2020: für die Single Put On - 2020: für die Single Good Life - 2020: für das Album My Beautiful Dark Twisted Fantasy - 2020: für das Album 808s & Heartbreak - 2022: für die Single Jesus Walks - 2022: für die Single Otis - 2022: für die Single Black Skinhead - 2022: für das Album The Life of Pablo - 2022: für die Single Monster - 2023: für die Single Waves - 2023: für die Single All Mine - 2023: für die Single Homecoming - 2023: für das Lied I Wonder - 2023: für die Autorenbeteiligung/Produktion Young Forever (Jay-Z feat. Mr Hudson) - 2024: für die Single Slow Jamz - 2024: für die Single No Church In the Wild - 2025: für die Single THat Part - Vereinigtes Königreich - 2022: für das Album Late Registration - 2022: für das Album The College Dropout - 2022: für die Single Power - 2023: für die Single Niggas in Paris - 2023: für die Single FourFiveSeconds - 2024: für das Album Graduation - Australien - 2015: für die Single Gold Digger - 2022: für die Single Heartless - Dänemark - 2025: für das Album Graduation - 2025: für das Album The Life of Pablo - Neuseeland - 2024: für die Single All Falls Down - 2024: für die Single Heartless - 2025: für das Album My Beautiful Dark Twisted Fantasy - 2025: für die Single All of the Lights - Schweden - 2015: für die Single FourFiveSeconds - Vereinigte Staaten - 2020: für die Single Power - 2020: für die Single Love Lockdown - 2020: für das Album The College Dropout - 2022: für die Single Clique - 2022: für die Single Can’t Tell Me Nothing - Vereinigtes Königreich - 2024: für die Single Gold Digger - 2024: für die Single American Boy - 2025: für die Single Stronger - Neuseeland - 2025: für die Single Stronger - 2025: für die Single Niggas in Paris - 2025: für das Album Graduation - Vereinigte Staaten - 2020: für das Album Watch the Throne - 2022: für das Album Late Registration - 2023: für die Single Bound 2 - 2024: für die Single Runaway - 2024: für die Single American Boy - 2024: für die Single FourFiveSeconds - 2024: für die Autorenbeteiligung/Produktion Bitch Better Have My Money (Rihanna) - Australien - 2024: für die Single E.T. - Neuseeland - 2024: für die Single FourFiveSeconds - 2024: für die Single Gold Digger - Vereinigte Staaten - 2018: für die Single Forever - 2023: für die Single Flashing Lights - 2024: für die Single Father Stretch My Hands Pt. I - 2024: für die Single Run This Town - Australien - 2020: für die Single FourFiveSeconds - Kanada - 2023: für die Single E.T. - Vereinigte Staaten - 2020: für die Single Heartless - 2023: für die Single Mercy - 2024: für das Album Graduation - 2024: für die Single All of the Lights - Australien - 2020: für die Single Stronger - Vereinigte Staaten - 2020: für die Single Gold Digger - Vereinigte Staaten - 2024: für die Autorenbeteiligung/Produktion I Don’t Fuck with You (Big Sean) - Vereinigte Staaten - 2024: für die Single Stronger - Brasilien - 2024: für die Single E.T. - 2024: für die Autorenbeteiligung/Produktion Bitch Better Have My Money (Rihanna) - Vereinigte Staaten - 2023: für die Single Niggas in Paris - 2024: für die Single E.T. |

## Auszeichnungen nach Alben

### The College Dropout
| Land/Region                  | Auszeichnungen für Musikverkäufe (Land/Region, Auszeichnung, Verkäufe) | Verkäufe  |
| ---------------------------- | ---------------------------------------------------------------------- | --------- |
| Dänemark (IFPI)              | 2× Platin                                                              | 40.000    |
| Kanada (MC)                  | Platin                                                                 | 100.000   |
| Neuseeland (RMNZ)            | 2× Platin                                                              | 30.000    |
| Vereinigte Staaten (RIAA)    | 4× Platin                                                              | 4.000.000 |
| Vereinigtes Königreich (BPI) | 3× Platin                                                              | 900.000   |
| Insgesamt                    | 12× Platin ·                                                           | 5.070.000 |

### Late Registration
| Land/Region                  | Auszeichnungen für Musikverkäufe (Land/Region, Auszeichnung, Verkäufe) | Verkäufe  |
| ---------------------------- | ---------------------------------------------------------------------- | --------- |
| Australien (ARIA)            | Platin                                                                 | 70.000    |
| Dänemark (IFPI)              | 2× Platin                                                              | (40.000)  |
| Europa (IFPI)                | Platin                                                                 | 1.000.000 |
| Irland (IRMA)                | 2× Platin                                                              | (30.000)  |
| Japan (RIAJ)                 | Gold                                                                   | 100.000   |
| Kanada (MC)                  | 2× Platin                                                              | 200.000   |
| Neuseeland (RMNZ)            | 3× Platin                                                              | 45.000    |
| Vereinigte Staaten (RIAA)    | 5× Platin                                                              | 5.000.000 |
| Vereinigtes Königreich (BPI) | 3× Platin                                                              | (900.000) |
| Insgesamt                    | 1× Gold · 19× Platin ·                                                 | 6.415.000 |

### Graduation
| Land/Region                  | Auszeichnungen für Musikverkäufe (Land/Region, Auszeichnung, Verkäufe) | Verkäufe  |
| ---------------------------- | ---------------------------------------------------------------------- | --------- |
| Australien (ARIA)            | 3× Platin                                                              | 210.000   |
| Dänemark (IFPI)              | 4× Platin                                                              | 80.000    |
| Deutschland (BVMI)           | Gold                                                                   | 100.000   |
| Irland (IRMA)                | Platin                                                                 | 15.000    |
| Island (IFPI)                | Gold                                                                   | 2.500     |
| Italien (FIMI)               | Platin                                                                 | 50.000    |
| Kanada (MC)                  | 2× Platin                                                              | 200.000   |
| Neuseeland (RMNZ)            | 5× Platin                                                              | 75.000    |
| Russland (NFPF)              | Gold                                                                   | 10.000    |
| Schweiz (IFPI)               | Gold                                                                   | 15.000    |
| Vereinigte Staaten (RIAA)    | 7× Platin                                                              | 7.000.000 |
| Vereinigtes Königreich (BPI) | 3× Platin                                                              | 900.000   |
| Insgesamt                    | 4× Gold · 26× Platin ·                                                 | 8.657.500 |

### 808s & Heartbreak
| Land/Region                  | Auszeichnungen für Musikverkäufe (Land/Region, Auszeichnung, Verkäufe) | Verkäufe  |
| ---------------------------- | ---------------------------------------------------------------------- | --------- |
| Australien (ARIA)            | Gold                                                                   | 35.000    |
| Dänemark (IFPI)              | Platin                                                                 | 20.000    |
| Irland (IRMA)                | Platin                                                                 | 15.000    |
| Kanada (MC)                  | Platin                                                                 | 80.000    |
| Neuseeland (RMNZ)            | 2× Platin                                                              | 30.000    |
| Vereinigte Staaten (RIAA)    | 3× Platin                                                              | 3.000.000 |
| Vereinigtes Königreich (BPI) | Platin                                                                 | 300.000   |
| Insgesamt                    | 1× Gold · 9× Platin ·                                                  | 3.480.000 |

### My Beautiful Dark Twisted Fantasy
| Land/Region                  | Auszeichnungen für Musikverkäufe (Land/Region, Auszeichnung, Verkäufe) | Verkäufe  |
| ---------------------------- | ---------------------------------------------------------------------- | --------- |
| Australien (ARIA)            | 2× Platin                                                              | 140.000   |
| Brasilien (PMB)              | Gold                                                                   | 20.000    |
| Dänemark (IFPI)              | 3× Platin                                                              | 60.000    |
| Deutschland (BVMI)           | Gold                                                                   | 100.000   |
| Italien (FIMI)               | Platin                                                                 | 50.000    |
| Neuseeland (RMNZ)            | 4× Platin                                                              | 60.000    |
| Vereinigte Staaten (RIAA)    | 3× Platin                                                              | 3.000.000 |
| Vereinigtes Königreich (BPI) | Platin                                                                 | 300.000   |
| Insgesamt                    | 2× Gold · 14× Platin ·                                                 | 3.730.000 |

### Watch the Throne
| Land/Region                  | Auszeichnungen für Musikverkäufe (Land/Region, Auszeichnung, Verkäufe) | Verkäufe  |
| ---------------------------- | ---------------------------------------------------------------------- | --------- |
| Australien (ARIA)            | Platin                                                                 | 70.000    |
| Dänemark (IFPI)              | 2× Platin                                                              | 40.000    |
| Deutschland (BVMI)           | Gold                                                                   | 100.000   |
| Italien (FIMI)               | Gold                                                                   | 25.000    |
| Kanada (MC)                  | Platin                                                                 | 80.000    |
| Neuseeland (RMNZ)            | 2× Platin                                                              | 30.000    |
| Schweden (IFPI)              | Gold                                                                   | 20.000    |
| Vereinigte Staaten (RIAA)    | 5× Platin                                                              | 5.000.000 |
| Vereinigtes Königreich (BPI) | Platin                                                                 | 300.000   |
| Insgesamt                    | 3× Gold · 12× Platin ·                                                 | 5.665.000 |

### Cruel Summer
| Land/Region               | Auszeichnungen für Musikverkäufe (Land/Region, Auszeichnung, Verkäufe) | Verkäufe  |
| ------------------------- | ---------------------------------------------------------------------- | --------- |
| Vereinigte Staaten (RIAA) | Platin                                                                 | 1.000.000 |
| Insgesamt                 | 1× Platin ·                                                            | 1.000.000 |

### Yeezus
| Land/Region                  | Auszeichnungen für Musikverkäufe (Land/Region, Auszeichnung, Verkäufe) | Verkäufe  |
| ---------------------------- | ---------------------------------------------------------------------- | --------- |
| Australien (ARIA)            | Gold                                                                   | 35.000    |
| Dänemark (IFPI)              | Platin                                                                 | 20.000    |
| Neuseeland (RMNZ)            | 2× Platin                                                              | 30.000    |
| Vereinigte Staaten (RIAA)    | 2× Platin                                                              | 2.000.000 |
| Vereinigtes Königreich (BPI) | Gold                                                                   | 100.000   |
| Insgesamt                    | 2× Gold · 5× Platin ·                                                  | 2.185.000 |

### The Life of Pablo
| Land/Region                  | Auszeichnungen für Musikverkäufe (Land/Region, Auszeichnung, Verkäufe) | Verkäufe  |
| ---------------------------- | ---------------------------------------------------------------------- | --------- |
| Australien (ARIA)            | Platin                                                                 | 70.000    |
| Dänemark (IFPI)              | 4× Platin                                                              | 80.000    |
| Frankreich (SNEP)            | Gold                                                                   | 50.000    |
| Italien (FIMI)               | Gold                                                                   | 25.000    |
| Kanada (MC)                  | 2× Platin                                                              | 160.000   |
| Neuseeland (RMNZ)            | Gold                                                                   | 7.500     |
| Polen (ZPAV)                 | Platin                                                                 | 20.000    |
| Vereinigte Staaten (RIAA)    | 3× Platin                                                              | 3.000.000 |
| Vereinigtes Königreich (BPI) | Platin                                                                 | 300.000   |
| Insgesamt                    | 3× Gold · 12× Platin ·                                                 | 3.712.500 |

### Late Orchestration
| Land/Region                  | Auszeichnungen für Musikverkäufe (Land/Region, Auszeichnung, Verkäufe) | Verkäufe |
| ---------------------------- | ---------------------------------------------------------------------- | -------- |
| Vereinigtes Königreich (BPI) | Gold                                                                   | 100.000  |
| Insgesamt                    | 1× Gold ·                                                              | 100.000  |

### Ye
| Land/Region                  | Auszeichnungen für Musikverkäufe (Land/Region, Auszeichnung, Verkäufe) | Verkäufe  |
| ---------------------------- | ---------------------------------------------------------------------- | --------- |
| Dänemark (IFPI)              | Platin                                                                 | 20.000    |
| Italien (FIMI)               | Gold                                                                   | 25.000    |
| Neuseeland (RMNZ)            | Platin                                                                 | 15.000    |
| Polen (ZPAV)                 | Gold                                                                   | 10.000    |
| Vereinigte Staaten (RIAA)    | Platin                                                                 | 1.000.000 |
| Vereinigtes Königreich (BPI) | Gold                                                                   | 100.000   |
| Insgesamt                    | 3× Gold · 3× Platin ·                                                  | 1.170.000 |

### Jesus Is King
| Land/Region                  | Auszeichnungen für Musikverkäufe (Land/Region, Auszeichnung, Verkäufe) | Verkäufe |
| ---------------------------- | ---------------------------------------------------------------------- | -------- |
| Dänemark (IFPI)              | Gold                                                                   | 10.000   |
| Neuseeland (RMNZ)            | Gold                                                                   | 7.500    |
| Vereinigte Staaten (RIAA)    | Gold                                                                   | 500.000  |
| Vereinigtes Königreich (BPI) | Silber                                                                 | 60.000   |
| Insgesamt                    | 1× Silber · 3× Gold ·                                                  | 577.500  |

### Donda
| Land/Region                  | Auszeichnungen für Musikverkäufe (Land/Region, Auszeichnung, Verkäufe) | Verkäufe  |
| ---------------------------- | ---------------------------------------------------------------------- | --------- |
| Dänemark (IFPI)              | Platin                                                                 | 20.000    |
| Frankreich (SNEP)            | Gold                                                                   | 50.000    |
| Italien (FIMI)               | Gold                                                                   | 25.000    |
| Kanada (MC)                  | Platin                                                                 | 80.000    |
| Neuseeland (RMNZ)            | Platin                                                                 | 15.000    |
| Polen (ZPAV)                 | Platin                                                                 | 20.000    |
| Vereinigte Staaten (RIAA)    | Platin                                                                 | 1.000.000 |
| Vereinigtes Königreich (BPI) | Gold                                                                   | 100.000   |
| Insgesamt                    | 3× Gold · 5× Platin ·                                                  | 1.310.000 |

### Vultures 1
| Land/Region                  | Auszeichnungen für Musikverkäufe (Land/Region, Auszeichnung, Verkäufe) | Verkäufe |
| ---------------------------- | ---------------------------------------------------------------------- | -------- |
| Dänemark (IFPI)              | Gold                                                                   | 10.000   |
| Neuseeland (RMNZ)            | Gold                                                                   | 7.500    |
| Vereinigte Staaten (RIAA)    | Gold                                                                   | 500.000  |
| Vereinigtes Königreich (BPI) | Silber                                                                 | 60.000   |
| Insgesamt                    | 1× Silber · 3× Gold ·                                                  | 577.500  |

## Auszeichnungen nach Singles

### Through the Wire
| Land/Region                  | Auszeichnungen für Musikverkäufe (Land/Region, Auszeichnung, Verkäufe) | Verkäufe  |
| ---------------------------- | ---------------------------------------------------------------------- | --------- |
| Dänemark (IFPI)              | Gold                                                                   | 45.000    |
| Neuseeland (RMNZ)            | 2× Platin                                                              | 60.000    |
| Vereinigte Staaten (RIAA)    | Platin                                                                 | 1.000.000 |
| Vereinigtes Königreich (BPI) | Platin                                                                 | 600.000   |
| Insgesamt                    | 1× Gold · 4× Platin ·                                                  | 1.705.000 |

### Slow Jamz
| Land/Region                  | Auszeichnungen für Musikverkäufe (Land/Region, Auszeichnung, Verkäufe) | Verkäufe  |
| ---------------------------- | ---------------------------------------------------------------------- | --------- |
| Neuseeland (RMNZ)            | 2× Platin                                                              | 60.000    |
| Vereinigte Staaten (RIAA)    | 3× Platin                                                              | 3.000.000 |
| Vereinigtes Königreich (BPI) | Gold                                                                   | 400.000   |
| Insgesamt                    | 1× Gold · 5× Platin ·                                                  | 3.460.000 |

### All Falls Down
| Land/Region                  | Auszeichnungen für Musikverkäufe (Land/Region, Auszeichnung, Verkäufe) | Verkäufe  |
| ---------------------------- | ---------------------------------------------------------------------- | --------- |
| Dänemark (IFPI)              | Platin                                                                 | 90.000    |
| Neuseeland (RMNZ)            | 4× Platin                                                              | 120.000   |
| Vereinigte Staaten (RIAA)    | 2× Platin                                                              | 2.000.000 |
| Vereinigtes Königreich (BPI) | 2× Platin                                                              | 1.200.000 |
| Insgesamt                    | 9× Platin ·                                                            | 3.410.000 |

### Jesus Walks
| Land/Region                  | Auszeichnungen für Musikverkäufe (Land/Region, Auszeichnung, Verkäufe) | Verkäufe  |
| ---------------------------- | ---------------------------------------------------------------------- | --------- |
| Dänemark (IFPI)              | Gold                                                                   | 45.000    |
| Vereinigte Staaten (RIAA)    | 3× Platin                                                              | 3.000.000 |
| Vereinigtes Königreich (BPI) | Platin                                                                 | 600.000   |
| Insgesamt                    | 1× Gold · 4× Platin ·                                                  | 3.645.000 |

### The New Workout Plan
| Land/Region               | Auszeichnungen für Musikverkäufe (Land/Region, Auszeichnung, Verkäufe) | Verkäufe |
| ------------------------- | ---------------------------------------------------------------------- | -------- |
| Vereinigte Staaten (RIAA) | Gold                                                                   | 500.000  |
| Insgesamt                 | 1× Gold ·                                                              | 500.000  |

### Diamonds from Sierra Leone
| Land/Region                  | Auszeichnungen für Musikverkäufe (Land/Region, Auszeichnung, Verkäufe) | Verkäufe  |
| ---------------------------- | ---------------------------------------------------------------------- | --------- |
| Vereinigte Staaten (RIAA)    | Platin                                                                 | 1.000.000 |
| Vereinigtes Königreich (BPI) | Silber                                                                 | 200.000   |
| Insgesamt                    | 1× Silber · 1× Platin ·                                                | 1.200.000 |

### Gold Digger
| Land/Region                  | Auszeichnungen für Musikverkäufe (Land/Region, Auszeichnung, Verkäufe) | Verkäufe   |
| ---------------------------- | ---------------------------------------------------------------------- | ---------- |
| Australien (ARIA)            | 4× Platin                                                              | 280.000    |
| Brasilien (PMB)              | Gold                                                                   | 30.000     |
| Dänemark (IFPI)              | 2× Platin                                                              | 180.000    |
| Deutschland (BVMI)           | Gold                                                                   | 150.000    |
| Italien (FIMI)               | Gold                                                                   | 25.000     |
| Neuseeland (RMNZ)            | 6× Platin                                                              | 180.000    |
| Spanien (Promusicae)         | Gold                                                                   | 30.000     |
| Vereinigte Staaten (RIAA)    | 8× Platin · + Platin (Mastertone)                                      | 9.000.000  |
| Vereinigtes Königreich (BPI) | 4× Platin                                                              | 2.400.000  |
| Insgesamt                    | 4× Gold · 25× Platin ·                                                 | 12.275.000 |

### Heard ’Em Say
| Land/Region                  | Auszeichnungen für Musikverkäufe (Land/Region, Auszeichnung, Verkäufe) | Verkäufe  |
| ---------------------------- | ---------------------------------------------------------------------- | --------- |
| Vereinigte Staaten (RIAA)    | Platin                                                                 | 1.000.000 |
| Vereinigtes Königreich (BPI) | Silber                                                                 | 200.000   |
| Insgesamt                    | 1× Silber · 1× Platin ·                                                | 1.200.000 |

### Touch the Sky
| Land/Region                  | Auszeichnungen für Musikverkäufe (Land/Region, Auszeichnung, Verkäufe) | Verkäufe  |
| ---------------------------- | ---------------------------------------------------------------------- | --------- |
| Australien (ARIA)            | Platin                                                                 | 70.000    |
| Dänemark (IFPI)              | Gold                                                                   | 45.000    |
| Vereinigte Staaten (RIAA)    | Platin                                                                 | 1.000.000 |
| Vereinigtes Königreich (BPI) | Platin                                                                 | 600.000   |
| Insgesamt                    | 1× Gold · 3× Platin ·                                                  | 1.715.000 |

### Can’t Tell Me Nothing
| Land/Region                  | Auszeichnungen für Musikverkäufe (Land/Region, Auszeichnung, Verkäufe) | Verkäufe  |
| ---------------------------- | ---------------------------------------------------------------------- | --------- |
| Australien (ARIA)            | Gold                                                                   | 35.000    |
| Dänemark (IFPI)              | Platin                                                                 | 90.000    |
| Deutschland (BVMI)           | Gold                                                                   | 150.000   |
| Italien (FIMI)               | Gold                                                                   | 50.000    |
| Neuseeland (RMNZ)            | Platin                                                                 | 30.000    |
| Vereinigte Staaten (RIAA)    | 4× Platin                                                              | 4.000.000 |
| Vereinigtes Königreich (BPI) | Platin                                                                 | 600.000   |
| Insgesamt                    | 3× Gold · 7× Platin ·                                                  | 4.965.000 |

### Stronger
| Land/Region                  | Auszeichnungen für Musikverkäufe (Land/Region, Auszeichnung, Verkäufe) | Verkäufe   |
| ---------------------------- | ---------------------------------------------------------------------- | ---------- |
| Australien (ARIA)            | 8× Platin                                                              | 560.000    |
| Brasilien (PMB)              | 2× Platin                                                              | 120.000    |
| Dänemark (IFPI)              | 2× Platin                                                              | 180.000    |
| Deutschland (BVMI)           | 5× Gold                                                                | 750.000    |
| Italien (FIMI)               | 2× Platin                                                              | 100.000    |
| Kanada (MC)                  | —                                                                      | 152.000    |
| Neuseeland (RMNZ)            | 5× Platin                                                              | 150.000    |
| Spanien (Promusicae)         | Platin                                                                 | 60.000     |
| Vereinigte Staaten (RIAA)    | Diamant + Platin · + Platin (Mastertone)                               | 12.000.000 |
| Vereinigtes Königreich (BPI) | 4× Platin                                                              | 2.400.000  |
| Insgesamt                    | 1× Gold · 28× Platin · 1× Diamant ·                                    | 16.472.000 |

### Good Life
| Land/Region                  | Auszeichnungen für Musikverkäufe (Land/Region, Auszeichnung, Verkäufe) | Verkäufe  |
| ---------------------------- | ---------------------------------------------------------------------- | --------- |
| Dänemark (IFPI)              | Gold                                                                   | 45.000    |
| Neuseeland (RMNZ)            | 2× Platin                                                              | 60.000    |
| Vereinigte Staaten (RIAA)    | 3× Platin · + Platin (Mastertone)                                      | 4.000.000 |
| Vereinigtes Königreich (BPI) | Platin                                                                 | 600.000   |
| Insgesamt                    | 1× Gold · 7× Platin ·                                                  | 4.705.000 |

### Flashing Lights
| Land/Region                  | Auszeichnungen für Musikverkäufe (Land/Region, Auszeichnung, Verkäufe) | Verkäufe  |
| ---------------------------- | ---------------------------------------------------------------------- | --------- |
| Dänemark (IFPI)              | Platin                                                                 | 90.000    |
| Italien (FIMI)               | Gold                                                                   | 50.000    |
| Spanien (Promusicae)         | Gold                                                                   | 30.000    |
| Vereinigte Staaten (RIAA)    | 6× Platin                                                              | 6.000.000 |
| Vereinigtes Königreich (BPI) | 2× Platin                                                              | 1.200.000 |
| Insgesamt                    | 2× Gold · 8× Platin ·                                                  | 7.370.000 |

### Homecoming
| Land/Region                  | Auszeichnungen für Musikverkäufe (Land/Region, Auszeichnung, Verkäufe) | Verkäufe  |
| ---------------------------- | ---------------------------------------------------------------------- | --------- |
| Australien (ARIA)            | Gold                                                                   | 35.000    |
| Dänemark (IFPI)              | Platin                                                                 | 90.000    |
| Deutschland (BVMI)           | Gold                                                                   | 150.000   |
| Neuseeland (RMNZ)            | 3× Platin                                                              | 90.000    |
| Vereinigte Staaten (RIAA)    | 3× Platin                                                              | 3.000.000 |
| Vereinigtes Königreich (BPI) | 2× Platin                                                              | 1.200.000 |
| Insgesamt                    | 2× Gold · 9× Platin ·                                                  | 4.565.000 |

### American Boy
| Land/Region                  | Auszeichnungen für Musikverkäufe (Land/Region, Auszeichnung, Verkäufe) | Verkäufe  |
| ---------------------------- | ---------------------------------------------------------------------- | --------- |
| Australien (ARIA)            | Platin                                                                 | 70.000    |
| Belgien (BRMA)               | Gold                                                                   | 15.000    |
| Dänemark (IFPI)              | Platin                                                                 | 15.000    |
| Deutschland (BVMI)           | Gold                                                                   | 150.000   |
| Italien (FIMI)               | Gold                                                                   | 35.000    |
| Neuseeland (RMNZ)            | 3× Platin                                                              | 90.000    |
| Vereinigte Staaten (RIAA)    | 5× Platin                                                              | 5.000.000 |
| Vereinigtes Königreich (BPI) | 4× Platin                                                              | 2.400.000 |
| Insgesamt                    | 3× Gold · 14× Platin ·                                                 | 7.775.000 |

### Put On
| Land/Region               | Auszeichnungen für Musikverkäufe (Land/Region, Auszeichnung, Verkäufe) | Verkäufe  |
| ------------------------- | ---------------------------------------------------------------------- | --------- |
| Vereinigte Staaten (RIAA) | 3× Platin · + Platin (Mastertone)                                      | 4.000.000 |
| Insgesamt                 | 4× Platin ·                                                            | 4.000.000 |

### Swagga Like Us
| Land/Region               | Auszeichnungen für Musikverkäufe (Land/Region, Auszeichnung, Verkäufe) | Verkäufe  |
| ------------------------- | ---------------------------------------------------------------------- | --------- |
| Vereinigte Staaten (RIAA) | Platin                                                                 | 1.000.000 |
| Insgesamt                 | 1× Platin ·                                                            | 1.000.000 |

### Love Lockdown
| Land/Region                  | Auszeichnungen für Musikverkäufe (Land/Region, Auszeichnung, Verkäufe) | Verkäufe  |
| ---------------------------- | ---------------------------------------------------------------------- | --------- |
| Australien (ARIA)            | Gold                                                                   | 35.000    |
| Dänemark (IFPI)              | Gold                                                                   | 7.500     |
| Deutschland (BVMI)           | Gold                                                                   | 150.000   |
| Neuseeland (RMNZ)            | Gold                                                                   | 7.500     |
| Vereinigte Staaten (RIAA)    | 4× Platin                                                              | 4.000.000 |
| Vereinigtes Königreich (BPI) | Platin                                                                 | 600.000   |
| Insgesamt                    | 4× Gold · 5× Platin ·                                                  | 4.800.000 |

### Heartless
| Land/Region                  | Auszeichnungen für Musikverkäufe (Land/Region, Auszeichnung, Verkäufe) | Verkäufe   |
| ---------------------------- | ---------------------------------------------------------------------- | ---------- |
| Australien (ARIA)            | 4× Platin                                                              | 280.000    |
| Brasilien (PMB)              | Gold                                                                   | 30.000     |
| Dänemark (IFPI)              | 2× Platin                                                              | 180.000    |
| Deutschland (BVMI)           | Gold                                                                   | 150.000    |
| Griechenland (IFPI)          | 2× Platin                                                              | 40.000     |
| Italien (FIMI)               | Platin                                                                 | 100.000    |
| Neuseeland (RMNZ)            | 4× Platin                                                              | 120.000    |
| Portugal (AFP)               | Platin                                                                 | 10.000     |
| Spanien (Promusicae)         | Gold                                                                   | 30.000     |
| Vereinigte Staaten (RIAA)    | 7× Platin · + Platin (Mastertone)                                      | 8.000.000  |
| Vereinigtes Königreich (BPI) | 2× Platin                                                              | 1.200.000  |
| Insgesamt                    | 3× Gold · 24× Platin ·                                                 | 10.140.000 |

### Amazing
| Land/Region               | Auszeichnungen für Musikverkäufe (Land/Region, Auszeichnung, Verkäufe) | Verkäufe  |
| ------------------------- | ---------------------------------------------------------------------- | --------- |
| Vereinigte Staaten (RIAA) | Platin                                                                 | 1.000.000 |
| Insgesamt                 | 1× Platin ·                                                            | 1.000.000 |

### Knock You Down
| Land/Region                  | Auszeichnungen für Musikverkäufe (Land/Region, Auszeichnung, Verkäufe) | Verkäufe  |
| ---------------------------- | ---------------------------------------------------------------------- | --------- |
| Australien (ARIA)            | Gold                                                                   | 35.000    |
| Brasilien (PMB)              | Gold                                                                   | 30.000    |
| Neuseeland (RMNZ)            | 3× Platin                                                              | 90.000    |
| Vereinigte Staaten (RIAA)    | 2× Platin                                                              | 2.000.000 |
| Vereinigtes Königreich (BPI) | Platin                                                                 | 600.000   |
| Insgesamt                    | 2× Gold · 6× Platin ·                                                  | 2.755.000 |

### Paranoid
| Land/Region               | Auszeichnungen für Musikverkäufe (Land/Region, Auszeichnung, Verkäufe) | Verkäufe |
| ------------------------- | ---------------------------------------------------------------------- | -------- |
| Vereinigte Staaten (RIAA) | Gold                                                                   | 500.000  |
| Insgesamt                 | 1× Gold ·                                                              | 500.000  |

### Run This Town
| Land/Region                  | Auszeichnungen für Musikverkäufe (Land/Region, Auszeichnung, Verkäufe) | Verkäufe  |
| ---------------------------- | ---------------------------------------------------------------------- | --------- |
| Australien (ARIA)            | Platin                                                                 | 70.000    |
| Brasilien (PMB)              | Gold                                                                   | 30.000    |
| Dänemark (IFPI)              | Platin                                                                 | 90.000    |
| Deutschland (BVMI)           | Gold                                                                   | 150.000   |
| Italien (FIMI)               | Gold                                                                   | 50.000    |
| Neuseeland (RMNZ)            | 2× Platin                                                              | 60.000    |
| Vereinigte Staaten (RIAA)    | 6× Platin                                                              | 6.000.000 |
| Vereinigtes Königreich (BPI) | 2× Platin                                                              | 1.200.000 |
| Insgesamt                    | 3× Gold · 12× Platin ·                                                 | 7.620.000 |

### Forever
| Land/Region                  | Auszeichnungen für Musikverkäufe (Land/Region, Auszeichnung, Verkäufe) | Verkäufe  |
| ---------------------------- | ---------------------------------------------------------------------- | --------- |
| Australien (ARIA)            | 2× Platin                                                              | 140.000   |
| Dänemark (IFPI)              | Gold                                                                   | 45.000    |
| Neuseeland (RMNZ)            | Platin                                                                 | 30.000    |
| Vereinigte Staaten (RIAA)    | 6× Platin                                                              | 6.000.000 |
| Vereinigtes Königreich (BPI) | Platin                                                                 | 600.000   |
| Insgesamt                    | 2× Gold · 10× Platin ·                                                 | 6.845.000 |

### Power
| Land/Region                  | Auszeichnungen für Musikverkäufe (Land/Region, Auszeichnung, Verkäufe) | Verkäufe  |
| ---------------------------- | ---------------------------------------------------------------------- | --------- |
| Brasilien (PMB)              | Platin                                                                 | 60.000    |
| Dänemark (IFPI)              | Platin                                                                 | 90.000    |
| Deutschland (BVMI)           | Platin                                                                 | 300.000   |
| Italien (FIMI)               | Gold                                                                   | 25.000    |
| Neuseeland (RMNZ)            | 2× Platin                                                              | 60.000    |
| Spanien (Promusicae)         | Gold                                                                   | 30.000    |
| Vereinigte Staaten (RIAA)    | 4× Platin                                                              | 4.000.000 |
| Vereinigtes Königreich (BPI) | 2× Platin                                                              | 1.200.000 |
| Insgesamt                    | 2× Gold · 11× Platin ·                                                 | 5.765.000 |

### Erase Me
| Land/Region               | Auszeichnungen für Musikverkäufe (Land/Region, Auszeichnung, Verkäufe) | Verkäufe  |
| ------------------------- | ---------------------------------------------------------------------- | --------- |
| Neuseeland (RMNZ)         | Platin                                                                 | 30.000    |
| Vereinigte Staaten (RIAA) | Platin                                                                 | 1.000.000 |
| Insgesamt                 | 2× Platin ·                                                            | 1.030.000 |

### Make Her Say
| Land/Region               | Auszeichnungen für Musikverkäufe (Land/Region, Auszeichnung, Verkäufe) | Verkäufe  |
| ------------------------- | ---------------------------------------------------------------------- | --------- |
| Vereinigte Staaten (RIAA) | Platin                                                                 | 1.000.000 |
| Insgesamt                 | 1× Platin ·                                                            | 1.000.000 |

### Supernova
| Land/Region                  | Auszeichnungen für Musikverkäufe (Land/Region, Auszeichnung, Verkäufe) | Verkäufe |
| ---------------------------- | ---------------------------------------------------------------------- | -------- |
| Vereinigtes Königreich (BPI) | Gold                                                                   | 400.000  |
| Insgesamt                    | 1× Gold ·                                                              | 400.000  |

### Runaway
| Land/Region                  | Auszeichnungen für Musikverkäufe (Land/Region, Auszeichnung, Verkäufe) | Verkäufe  |
| ---------------------------- | ---------------------------------------------------------------------- | --------- |
| Australien (ARIA)            | Platin                                                                 | 70.000    |
| Dänemark (IFPI)              | Platin                                                                 | 90.000    |
| Italien (FIMI)               | Gold                                                                   | 50.000    |
| Neuseeland (RMNZ)            | 3× Platin                                                              | 90.000    |
| Spanien (Promusicae)         | Gold                                                                   | 30.000    |
| Vereinigte Staaten (RIAA)    | 5× Platin                                                              | 5.000.000 |
| Vereinigtes Königreich (BPI) | Platin                                                                 | 600.000   |
| Insgesamt                    | 2× Gold · 11× Platin ·                                                 | 5.930.000 |

### Monster
| Land/Region                  | Auszeichnungen für Musikverkäufe (Land/Region, Auszeichnung, Verkäufe) | Verkäufe  |
| ---------------------------- | ---------------------------------------------------------------------- | --------- |
| Neuseeland (RMNZ)            | Platin                                                                 | 30.000    |
| Vereinigte Staaten (RIAA)    | 3× Platin                                                              | 3.000.000 |
| Vereinigtes Königreich (BPI) | Platin                                                                 | 600.000   |
| Insgesamt                    | 5× Platin ·                                                            | 3.630.000 |

### H•A•M
| Land/Region               | Auszeichnungen für Musikverkäufe (Land/Region, Auszeichnung, Verkäufe) | Verkäufe |
| ------------------------- | ---------------------------------------------------------------------- | -------- |
| Vereinigte Staaten (RIAA) | Gold                                                                   | 500.000  |
| Insgesamt                 | 1× Gold ·                                                              | 500.000  |

### All of the Lights
| Land/Region                  | Auszeichnungen für Musikverkäufe (Land/Region, Auszeichnung, Verkäufe) | Verkäufe  |
| ---------------------------- | ---------------------------------------------------------------------- | --------- |
| Australien (ARIA)            | 2× Platin                                                              | 140.000   |
| Brasilien (PMB)              | Gold                                                                   | 30.000    |
| Dänemark (IFPI)              | Platin                                                                 | 90.000    |
| Deutschland (BVMI)           | Gold                                                                   | 150.000   |
| Italien (FIMI)               | Gold                                                                   | 50.000    |
| Neuseeland (RMNZ)            | 4× Platin                                                              | 120.000   |
| Vereinigte Staaten (RIAA)    | 7× Platin                                                              | 7.000.000 |
| Vereinigtes Königreich (BPI) | 2× Platin                                                              | 1.200.000 |
| Insgesamt                    | 3× Gold · 16× Platin ·                                                 | 8.780.000 |

### E.T.
| Land/Region                  | Auszeichnungen für Musikverkäufe (Land/Region, Auszeichnung, Verkäufe) | Verkäufe   |
| ---------------------------- | ---------------------------------------------------------------------- | ---------- |
| Australien (ARIA)            | 6× Platin                                                              | 420.000    |
| Brasilien (PMB)              | Diamant                                                                | 250.000    |
| Dänemark (IFPI)              | Gold                                                                   | 15.000     |
| Deutschland (BVMI)           | Gold                                                                   | 150.000    |
| Frankreich (SNEP)            | —                                                                      | 70.500     |
| Italien (FIMI)               | Platin                                                                 | 30.000     |
| Mexiko (AMPROFON)            | Gold                                                                   | 30.000     |
| Kanada (MC)                  | 7× Platin                                                              | 560.000    |
| Neuseeland (RMNZ)            | Platin                                                                 | 15.000     |
| Österreich (IFPI)            | Platin                                                                 | 30.000     |
| Vereinigte Staaten (RIAA)    | Diamant                                                                | 10.000.000 |
| Vereinigtes Königreich (BPI) | Platin                                                                 | 600.000    |
| Insgesamt                    | 3× Gold · 17× Platin · 2× Diamant ·                                    | 12.170.500 |

### Marvin & Chardonnay
| Land/Region               | Auszeichnungen für Musikverkäufe (Land/Region, Auszeichnung, Verkäufe) | Verkäufe  |
| ------------------------- | ---------------------------------------------------------------------- | --------- |
| Vereinigte Staaten (RIAA) | Platin                                                                 | 1.000.000 |
| Insgesamt                 | 1× Platin ·                                                            | 1.000.000 |

### Otis
| Land/Region                  | Auszeichnungen für Musikverkäufe (Land/Region, Auszeichnung, Verkäufe) | Verkäufe  |
| ---------------------------- | ---------------------------------------------------------------------- | --------- |
| Australien (ARIA)            | Gold                                                                   | 35.000    |
| Kanada (MC)                  | Gold                                                                   | 40.000    |
| Neuseeland (RMNZ)            | Gold                                                                   | 7.500     |
| Vereinigte Staaten (RIAA)    | 3× Platin                                                              | 3.000.000 |
| Vereinigtes Königreich (BPI) | Platin                                                                 | 600.000   |
| Insgesamt                    | 3× Gold · 4× Platin ·                                                  | 3.682.500 |

### Niggas in Paris
| Land/Region                  | Auszeichnungen für Musikverkäufe (Land/Region, Auszeichnung, Verkäufe) | Verkäufe   |
| ---------------------------- | ---------------------------------------------------------------------- | ---------- |
| Australien (ARIA)            | 2× Platin                                                              | 140.000    |
| Belgien (BRMA)               | Gold                                                                   | 15.000     |
| Brasilien (PMB)              | Platin                                                                 | 60.000     |
| Dänemark (IFPI)              | 3× Platin                                                              | 270.000    |
| Deutschland (BVMI)           | 2× Platin                                                              | 600.000    |
| Frankreich (SNEP)            | —                                                                      | 49.100     |
| Italien (FIMI)               | Platin                                                                 | 50.000     |
| Kanada (MC)                  | Platin                                                                 | 80.000     |
| Neuseeland (RMNZ)            | 5× Platin                                                              | 150.000    |
| Schweden (IFPI)              | 2× Platin                                                              | 80.000     |
| Spanien (Promusicae)         | Gold                                                                   | 30.000     |
| Vereinigte Staaten (RIAA)    | Diamant                                                                | 10.000.000 |
| Vereinigtes Königreich (BPI) | 3× Platin                                                              | 1.800.000  |
| Insgesamt                    | 2× Gold · 20× Platin · 1× Diamant ·                                    | 13.324.100 |

### Why I Love You
| Land/Region                  | Auszeichnungen für Musikverkäufe (Land/Region, Auszeichnung, Verkäufe) | Verkäufe |
| ---------------------------- | ---------------------------------------------------------------------- | -------- |
| Vereinigtes Königreich (BPI) | Silber                                                                 | 200.000  |
| Insgesamt                    | 1× Silber ·                                                            | 200.000  |

### Gotta Have It
| Land/Region                  | Auszeichnungen für Musikverkäufe (Land/Region, Auszeichnung, Verkäufe) | Verkäufe  |
| ---------------------------- | ---------------------------------------------------------------------- | --------- |
| Vereinigte Staaten (RIAA)    | Platin                                                                 | 1.000.000 |
| Vereinigtes Königreich (BPI) | Silber                                                                 | 200.000   |
| Insgesamt                    | 1× Silber · 1× Platin ·                                                | 1.200.000 |

### No Church in the Wild
| Land/Region                  | Auszeichnungen für Musikverkäufe (Land/Region, Auszeichnung, Verkäufe) | Verkäufe  |
| ---------------------------- | ---------------------------------------------------------------------- | --------- |
| Italien (FIMI)               | Gold                                                                   | 25.000    |
| Neuseeland (RMNZ)            | Platin                                                                 | 30.000    |
| Vereinigte Staaten (RIAA)    | 3× Platin                                                              | 3.000.000 |
| Vereinigtes Königreich (BPI) | Platin                                                                 | 600.000   |
| Insgesamt                    | 1× Gold · 5× Platin ·                                                  | 3.655.000 |

### Mercy
| Land/Region                  | Auszeichnungen für Musikverkäufe (Land/Region, Auszeichnung, Verkäufe) | Verkäufe  |
| ---------------------------- | ---------------------------------------------------------------------- | --------- |
| Brasilien (PMB)              | Gold                                                                   | 30.000    |
| Neuseeland (RMNZ)            | Platin                                                                 | 30.000    |
| Vereinigte Staaten (RIAA)    | 7× Platin                                                              | 7.000.000 |
| Vereinigtes Königreich (BPI) | Gold                                                                   | 400.000   |
| Insgesamt                    | 2× Gold · 8× Platin ·                                                  | 7.460.000 |

### Cold
| Land/Region               | Auszeichnungen für Musikverkäufe (Land/Region, Auszeichnung, Verkäufe) | Verkäufe |
| ------------------------- | ---------------------------------------------------------------------- | -------- |
| Vereinigte Staaten (RIAA) | Gold                                                                   | 500.000  |
| Insgesamt                 | 1× Gold ·                                                              | 500.000  |

### I Wish You Would
| Land/Region               | Auszeichnungen für Musikverkäufe (Land/Region, Auszeichnung, Verkäufe) | Verkäufe |
| ------------------------- | ---------------------------------------------------------------------- | -------- |
| Vereinigte Staaten (RIAA) | Gold                                                                   | 500.000  |
| Insgesamt                 | 1× Gold ·                                                              | 500.000  |

### Birthday Song
| Land/Region               | Auszeichnungen für Musikverkäufe (Land/Region, Auszeichnung, Verkäufe) | Verkäufe  |
| ------------------------- | ---------------------------------------------------------------------- | --------- |
| Vereinigte Staaten (RIAA) | 2× Platin                                                              | 2.000.000 |
| Insgesamt                 | 2× Platin ·                                                            | 2.000.000 |

### Thank You
| Land/Region                  | Auszeichnungen für Musikverkäufe (Land/Region, Auszeichnung, Verkäufe) | Verkäufe |
| ---------------------------- | ---------------------------------------------------------------------- | -------- |
| Vereinigtes Königreich (BPI) | Silber                                                                 | 200.000  |
| Insgesamt                    | 1× Silber ·                                                            | 200.000  |

### Clique
| Land/Region                  | Auszeichnungen für Musikverkäufe (Land/Region, Auszeichnung, Verkäufe) | Verkäufe  |
| ---------------------------- | ---------------------------------------------------------------------- | --------- |
| Neuseeland (RMNZ)            | Platin                                                                 | 30.000    |
| Vereinigte Staaten (RIAA)    | 4× Platin                                                              | 4.000.000 |
| Vereinigtes Königreich (BPI) | Gold                                                                   | 400.000   |
| Insgesamt                    | 1× Gold · 5× Platin ·                                                  | 4.430.000 |

### Don’t Like.1
| Land/Region               | Auszeichnungen für Musikverkäufe (Land/Region, Auszeichnung, Verkäufe) | Verkäufe  |
| ------------------------- | ---------------------------------------------------------------------- | --------- |
| Vereinigte Staaten (RIAA) | Platin                                                                 | 1.000.000 |
| Insgesamt                 | 1× Platin ·                                                            | 1.000.000 |

### Black Skinhead
| Land/Region                  | Auszeichnungen für Musikverkäufe (Land/Region, Auszeichnung, Verkäufe) | Verkäufe  |
| ---------------------------- | ---------------------------------------------------------------------- | --------- |
| Brasilien (PMB)              | Gold                                                                   | 30.000    |
| Italien (FIMI)               | Gold                                                                   | 25.000    |
| Neuseeland (RMNZ)            | 2× Platin                                                              | 60.000    |
| Vereinigte Staaten (RIAA)    | 3× Platin                                                              | 3.000.000 |
| Vereinigtes Königreich (BPI) | Platin                                                                 | 600.000   |
| Insgesamt                    | 2× Gold · 6× Platin ·                                                  | 3.715.000 |

### Bound 2
| Land/Region                  | Auszeichnungen für Musikverkäufe (Land/Region, Auszeichnung, Verkäufe) | Verkäufe  |
| ---------------------------- | ---------------------------------------------------------------------- | --------- |
| Australien (ARIA)            | 3× Platin                                                              | 210.000   |
| Brasilien (PMB)              | Gold                                                                   | 30.000    |
| Dänemark (IFPI)              | Platin                                                                 | 90.000    |
| Italien (FIMI)               | Gold                                                                   | 50.000    |
| Neuseeland (RMNZ)            | 3× Platin                                                              | 90.000    |
| Portugal (AFP)               | Gold                                                                   | 5.000     |
| Spanien (Promusicae)         | Gold                                                                   | 30.000    |
| Vereinigte Staaten (RIAA)    | 5× Platin                                                              | 5.000.000 |
| Vereinigtes Königreich (BPI) | 2× Platin                                                              | 1.200.000 |
| Insgesamt                    | 4× Gold · 14× Platin ·                                                 | 6.705.000 |

### I Won
| Land/Region               | Auszeichnungen für Musikverkäufe (Land/Region, Auszeichnung, Verkäufe) | Verkäufe  |
| ------------------------- | ---------------------------------------------------------------------- | --------- |
| Vereinigte Staaten (RIAA) | Platin                                                                 | 1.000.000 |
| Insgesamt                 | 1× Platin ·                                                            | 1.000.000 |

### All Your Fault
| Land/Region               | Auszeichnungen für Musikverkäufe (Land/Region, Auszeichnung, Verkäufe) | Verkäufe |
| ------------------------- | ---------------------------------------------------------------------- | -------- |
| Vereinigte Staaten (RIAA) | Gold                                                                   | 500.000  |
| Insgesamt                 | 1× Gold ·                                                              | 500.000  |

### Only One
| Land/Region               | Auszeichnungen für Musikverkäufe (Land/Region, Auszeichnung, Verkäufe) | Verkäufe |
| ------------------------- | ---------------------------------------------------------------------- | -------- |
| Dänemark (IFPI)           | Gold                                                                   | 30.000   |
| Vereinigte Staaten (RIAA) | Gold                                                                   | 500.000  |
| Insgesamt                 | 2× Gold ·                                                              | 530.000  |

### FourFiveSeconds
| Land/Region                  | Auszeichnungen für Musikverkäufe (Land/Region, Auszeichnung, Verkäufe) | Verkäufe  |
| ---------------------------- | ---------------------------------------------------------------------- | --------- |
| Australien (ARIA)            | 7× Platin                                                              | 490.000   |
| Belgien (BRMA)               | Platin                                                                 | 30.000    |
| Brasilien (PMB)              | 3× Platin                                                              | 180.000   |
| Dänemark (IFPI)              | 3× Platin                                                              | 270.000   |
| Deutschland (BVMI)           | 3× Gold                                                                | 600.000   |
| Frankreich (SNEP)            | Gold                                                                   | 75.000    |
| Italien (FIMI)               | 3× Platin                                                              | 150.000   |
| Kanada (MC)                  | —                                                                      | 310.000   |
| Neuseeland (RMNZ)            | 6× Platin                                                              | 180.000   |
| Österreich (IFPI)            | Gold                                                                   | 15.000    |
| Polen (ZPAV)                 | 3× Platin                                                              | 60.000    |
| Schweden (IFPI)              | 4× Platin                                                              | 160.000   |
| Schweiz (IFPI)               | Platin                                                                 | 30.000    |
| Spanien (Promusicae)         | Platin                                                                 | 40.000    |
| Vereinigte Staaten (RIAA)    | 5× Platin                                                              | 5.000.000 |
| Vereinigtes Königreich (BPI) | 3× Platin                                                              | 1.800.000 |
| Insgesamt                    | 3× Gold · 41× Platin ·                                                 | 9.390.000 |

### Blessings
| Land/Region                  | Auszeichnungen für Musikverkäufe (Land/Region, Auszeichnung, Verkäufe) | Verkäufe  |
| ---------------------------- | ---------------------------------------------------------------------- | --------- |
| Brasilien (PMB)              | Gold                                                                   | 30.000    |
| Vereinigte Staaten (RIAA)    | 3× Platin                                                              | 3.000.000 |
| Vereinigtes Königreich (BPI) | Silber                                                                 | 200.000   |
| Insgesamt                    | 1× Silber · 1× Gold · 3× Platin ·                                      | 3.230.000 |

### All Day
| Land/Region                  | Auszeichnungen für Musikverkäufe (Land/Region, Auszeichnung, Verkäufe) | Verkäufe  |
| ---------------------------- | ---------------------------------------------------------------------- | --------- |
| Vereinigte Staaten (RIAA)    | Platin                                                                 | 1.000.000 |
| Vereinigtes Königreich (BPI) | Silber                                                                 | 200.000   |
| Insgesamt                    | 1× Silber · 1× Platin ·                                                | 1.200.000 |

### One Man Can Change the World
| Land/Region               | Auszeichnungen für Musikverkäufe (Land/Region, Auszeichnung, Verkäufe) | Verkäufe  |
| ------------------------- | ---------------------------------------------------------------------- | --------- |
| Vereinigte Staaten (RIAA) | Platin                                                                 | 1.000.000 |
| Insgesamt                 | 1× Platin ·                                                            | 1.000.000 |

### Famous
| Land/Region                  | Auszeichnungen für Musikverkäufe (Land/Region, Auszeichnung, Verkäufe) | Verkäufe  |
| ---------------------------- | ---------------------------------------------------------------------- | --------- |
| Australien (ARIA)            | Gold                                                                   | 35.000    |
| Brasilien (PMB)              | Gold                                                                   | 30.000    |
| Dänemark (IFPI)              | Platin                                                                 | 90.000    |
| Deutschland (BVMI)           | Gold                                                                   | 200.000   |
| Frankreich (SNEP)            | Gold                                                                   | 100.000   |
| Italien (FIMI)               | Gold                                                                   | 25.000    |
| Kanada (MC)                  | Platin                                                                 | 80.000    |
| Neuseeland (RMNZ)            | 2× Platin                                                              | 60.000    |
| Schweden (IFPI)              | Platin                                                                 | 40.000    |
| Vereinigte Staaten (RIAA)    | 2× Platin                                                              | 2.000.000 |
| Vereinigtes Königreich (BPI) | Platin                                                                 | 600.000   |
| Insgesamt                    | 5× Gold · 8× Platin ·                                                  | 3.260.000 |

### THat Part
| Land/Region               | Auszeichnungen für Musikverkäufe (Land/Region, Auszeichnung, Verkäufe) | Verkäufe  |
| ------------------------- | ---------------------------------------------------------------------- | --------- |
| Brasilien (PMB)           | Gold                                                                   | 30.000    |
| Neuseeland (RMNZ)         | Platin                                                                 | 30.000    |
| Vereinigte Staaten (RIAA) | 3× Platin                                                              | 3.000.000 |
| Insgesamt                 | 1× Gold · 4× Platin ·                                                  | 3.060.000 |

### Champions
| Land/Region                  | Auszeichnungen für Musikverkäufe (Land/Region, Auszeichnung, Verkäufe) | Verkäufe  |
| ---------------------------- | ---------------------------------------------------------------------- | --------- |
| Dänemark (IFPI)              | Gold                                                                   | 45.000    |
| Vereinigte Staaten (RIAA)    | Platin                                                                 | 1.000.000 |
| Vereinigtes Königreich (BPI) | Silber                                                                 | 200.000   |
| Insgesamt                    | 1× Silber · 1× Gold · 1× Platin ·                                      | 1.245.000 |

### Father Stretch My Hands Pt. I
| Land/Region                  | Auszeichnungen für Musikverkäufe (Land/Region, Auszeichnung, Verkäufe) | Verkäufe  |
| ---------------------------- | ---------------------------------------------------------------------- | --------- |
| Brasilien (PMB)              | Platin                                                                 | 60.000    |
| Dänemark (IFPI)              | Platin                                                                 | 90.000    |
| Frankreich (SNEP)            | Gold                                                                   | 100.000   |
| Griechenland (IFPI)          | Gold                                                                   | 10.000    |
| Italien (FIMI)               | Gold                                                                   | 50.000    |
| Neuseeland (RMNZ)            | 3× Platin                                                              | 90.000    |
| Polen (ZPAV)                 | Platin                                                                 | 50.000    |
| Portugal (AFP)               | Platin                                                                 | 10.000    |
| Spanien (Promusicae)         | Gold                                                                   | 30.000    |
| Vereinigte Staaten (RIAA)    | 6× Platin                                                              | 6.000.000 |
| Vereinigtes Königreich (BPI) | Gold                                                                   | 400.000   |
| Insgesamt                    | 5× Gold · 13× Platin ·                                                 | 6.890.000 |

### Fade
| Land/Region                  | Auszeichnungen für Musikverkäufe (Land/Region, Auszeichnung, Verkäufe) | Verkäufe  |
| ---------------------------- | ---------------------------------------------------------------------- | --------- |
| Frankreich (SNEP)            | Gold                                                                   | 100.000   |
| Vereinigte Staaten (RIAA)    | 2× Platin                                                              | 2.000.000 |
| Vereinigtes Königreich (BPI) | Gold                                                                   | 400.000   |
| Insgesamt                    | 2× Gold · 2× Platin ·                                                  | 2.500.000 |

### Yikes
| Land/Region                  | Auszeichnungen für Musikverkäufe (Land/Region, Auszeichnung, Verkäufe) | Verkäufe  |
| ---------------------------- | ---------------------------------------------------------------------- | --------- |
| Brasilien (PMB)              | Gold                                                                   | 20.000    |
| Vereinigte Staaten (RIAA)    | Platin                                                                 | 1.000.000 |
| Vereinigtes Königreich (BPI) | Silber                                                                 | 200.000   |
| Insgesamt                    | 1× Silber · 1× Gold · 1× Platin ·                                      | 1.220.000 |

### All Mine
| Land/Region                  | Auszeichnungen für Musikverkäufe (Land/Region, Auszeichnung, Verkäufe) | Verkäufe  |
| ---------------------------- | ---------------------------------------------------------------------- | --------- |
| Brasilien (PMB)              | Platin                                                                 | 40.000    |
| Dänemark (IFPI)              | Gold                                                                   | 45.000    |
| Neuseeland (RMNZ)            | Platin                                                                 | 30.000    |
| Portugal (AFP)               | Gold                                                                   | 5.000     |
| Vereinigte Staaten (RIAA)    | 3× Platin                                                              | 3.000.000 |
| Vereinigtes Königreich (BPI) | Gold                                                                   | 400.000   |
| Insgesamt                    | 3× Gold · 5× Platin ·                                                  | 3.520.000 |

### Watch
| Land/Region               | Auszeichnungen für Musikverkäufe (Land/Region, Auszeichnung, Verkäufe) | Verkäufe  |
| ------------------------- | ---------------------------------------------------------------------- | --------- |
| Vereinigte Staaten (RIAA) | Platin                                                                 | 1.000.000 |
| Insgesamt                 | 1× Platin ·                                                            | 1.000.000 |

### I Love It
| Land/Region                  | Auszeichnungen für Musikverkäufe (Land/Region, Auszeichnung, Verkäufe) | Verkäufe  |
| ---------------------------- | ---------------------------------------------------------------------- | --------- |
| Australien (ARIA)            | 3× Platin                                                              | 210.000   |
| Brasilien (PMB)              | 3× Platin                                                              | 120.000   |
| Dänemark (IFPI)              | Platin                                                                 | 90.000    |
| Deutschland (BVMI)           | Gold                                                                   | 200.000   |
| Frankreich (SNEP)            | Gold                                                                   | 100.000   |
| Italien (FIMI)               | Gold                                                                   | 25.000    |
| Neuseeland (RMNZ)            | 2× Platin                                                              | 60.000    |
| Polen (ZPAV)                 | Gold                                                                   | 25.000    |
| Portugal (AFP)               | Platin                                                                 | 10.000    |
| Spanien (Promusicae)         | Gold                                                                   | 30.000    |
| Vereinigte Staaten (RIAA)    | 2× Platin                                                              | 2.000.000 |
| Vereinigtes Königreich (BPI) | Platin                                                                 | 600.000   |
| Insgesamt                    | 5× Gold · 13× Platin ·                                                 | 3.480.000 |

### Follow God
| Land/Region                  | Auszeichnungen für Musikverkäufe (Land/Region, Auszeichnung, Verkäufe) | Verkäufe  |
| ---------------------------- | ---------------------------------------------------------------------- | --------- |
| Brasilien (PMB)              | Platin                                                                 | 40.000    |
| Dänemark (IFPI)              | Gold                                                                   | 45.000    |
| Polen (ZPAV)                 | Gold                                                                   | 25.000    |
| Portugal (AFP)               | Gold                                                                   | 5.000     |
| Vereinigte Staaten (RIAA)    | 2× Platin                                                              | 2.000.000 |
| Vereinigtes Königreich (BPI) | Gold                                                                   | 400.000   |
| Insgesamt                    | 4× Gold · 3× Platin ·                                                  | 2.515.000 |

### Closed on Sunday
| Land/Region               | Auszeichnungen für Musikverkäufe (Land/Region, Auszeichnung, Verkäufe) | Verkäufe |
| ------------------------- | ---------------------------------------------------------------------- | -------- |
| Brasilien (PMB)           | Gold                                                                   | 20.000   |
| Vereinigte Staaten (RIAA) | Gold                                                                   | 500.000  |
| Insgesamt                 | 2× Gold ·                                                              | 520.000  |

### Ego Death
| Land/Region                  | Auszeichnungen für Musikverkäufe (Land/Region, Auszeichnung, Verkäufe) | Verkäufe |
| ---------------------------- | ---------------------------------------------------------------------- | -------- |
| Vereinigtes Königreich (BPI) | Silber                                                                 | 200.000  |
| Insgesamt                    | 1× Silber ·                                                            | 200.000  |

### Hurricane
| Land/Region                  | Auszeichnungen für Musikverkäufe (Land/Region, Auszeichnung, Verkäufe) | Verkäufe  |
| ---------------------------- | ---------------------------------------------------------------------- | --------- |
| Brasilien (PMB)              | Platin                                                                 | 40.000    |
| Dänemark (IFPI)              | Gold                                                                   | 45.000    |
| Kanada (MC)                  | Platin                                                                 | 80.000    |
| Vereinigte Staaten (RIAA)    | 2× Platin                                                              | 2.000.000 |
| Vereinigtes Königreich (BPI) | Silber                                                                 | 200.000   |
| Insgesamt                    | 1× Silber · 1× Gold · 4× Platin ·                                      | 2.365.000 |

### City of Gods
| Land/Region               | Auszeichnungen für Musikverkäufe (Land/Region, Auszeichnung, Verkäufe) | Verkäufe |
| ------------------------- | ---------------------------------------------------------------------- | -------- |
| Vereinigte Staaten (RIAA) | Gold                                                                   | 500.000  |
| Insgesamt                 | 1× Gold ·                                                              | 500.000  |

### True Love
| Land/Region                  | Auszeichnungen für Musikverkäufe (Land/Region, Auszeichnung, Verkäufe) | Verkäufe |
| ---------------------------- | ---------------------------------------------------------------------- | -------- |
| Vereinigtes Königreich (BPI) | Silber                                                                 | 200.000  |
| Insgesamt                    | 1× Silber ·                                                            | 200.000  |

### Carnival
| Land/Region                  | Auszeichnungen für Musikverkäufe (Land/Region, Auszeichnung, Verkäufe) | Verkäufe  |
| ---------------------------- | ---------------------------------------------------------------------- | --------- |
| Belgien (BRMA)               | Gold                                                                   | 20.000    |
| Dänemark (IFPI)              | Gold                                                                   | 45.000    |
| Frankreich (SNEP)            | Gold                                                                   | 100.000   |
| Griechenland (IFPI)          | Gold                                                                   | 10.000    |
| Italien (FIMI)               | Gold                                                                   | 50.000    |
| Neuseeland (RMNZ)            | Gold                                                                   | 15.000    |
| Vereinigte Staaten (RIAA)    | 2× Platin                                                              | 2.000.000 |
| Vereinigtes Königreich (BPI) | Gold                                                                   | 400.000   |
| Insgesamt                    | 7× Gold · 2× Platin ·                                                  | 2.640.000 |

## Auszeichnungen nach Liedern

### We Don’t Care
| Land/Region               | Auszeichnungen für Musikverkäufe (Land/Region, Auszeichnung, Verkäufe) | Verkäufe |
| ------------------------- | ---------------------------------------------------------------------- | -------- |
| Vereinigte Staaten (RIAA) | Gold                                                                   | 500.000  |
| Insgesamt                 | 1× Gold ·                                                              | 500.000  |

### Never Let Me Down
| Land/Region               | Auszeichnungen für Musikverkäufe (Land/Region, Auszeichnung, Verkäufe) | Verkäufe |
| ------------------------- | ---------------------------------------------------------------------- | -------- |
| Vereinigte Staaten (RIAA) | Gold                                                                   | 500.000  |
| Insgesamt                 | 1× Gold ·                                                              | 500.000  |

### Family Business
| Land/Region                  | Auszeichnungen für Musikverkäufe (Land/Region, Auszeichnung, Verkäufe) | Verkäufe |
| ---------------------------- | ---------------------------------------------------------------------- | -------- |
| Vereinigte Staaten (RIAA)    | Gold                                                                   | 500.000  |
| Vereinigtes Königreich (BPI) | Silber                                                                 | 200.000  |
| Insgesamt                    | 1× Silber · 1× Gold ·                                                  | 700.000  |

### Hey Mama
| Land/Region               | Auszeichnungen für Musikverkäufe (Land/Region, Auszeichnung, Verkäufe) | Verkäufe |
| ------------------------- | ---------------------------------------------------------------------- | -------- |
| Vereinigte Staaten (RIAA) | Gold                                                                   | 500.000  |
| Insgesamt                 | 1× Gold ·                                                              | 500.000  |

### Drive Slow
| Land/Region               | Auszeichnungen für Musikverkäufe (Land/Region, Auszeichnung, Verkäufe) | Verkäufe |
| ------------------------- | ---------------------------------------------------------------------- | -------- |
| Vereinigte Staaten (RIAA) | Gold                                                                   | 500.000  |
| Insgesamt                 | 1× Gold ·                                                              | 500.000  |

### I Wonder
| Land/Region                  | Auszeichnungen für Musikverkäufe (Land/Region, Auszeichnung, Verkäufe) | Verkäufe  |
| ---------------------------- | ---------------------------------------------------------------------- | --------- |
| Dänemark (IFPI)              | Gold                                                                   | 45.000    |
| Vereinigte Staaten (RIAA)    | 3× Platin                                                              | 3.000.000 |
| Vereinigtes Königreich (BPI) | Platin                                                                 | 600.000   |
| Insgesamt                    | 1× Gold · 4× Platin ·                                                  | 3.645.000 |

### Good Morning
| Land/Region                  | Auszeichnungen für Musikverkäufe (Land/Region, Auszeichnung, Verkäufe) | Verkäufe  |
| ---------------------------- | ---------------------------------------------------------------------- | --------- |
| Dänemark (IFPI)              | Gold                                                                   | 45.000    |
| Vereinigte Staaten (RIAA)    | 2× Platin                                                              | 2.000.000 |
| Vereinigtes Königreich (BPI) | Silber                                                                 | 200.000   |
| Insgesamt                    | 1× Silber · 1× Gold · 2× Platin ·                                      | 2.245.000 |

### Barry Bonds
| Land/Region               | Auszeichnungen für Musikverkäufe (Land/Region, Auszeichnung, Verkäufe) | Verkäufe |
| ------------------------- | ---------------------------------------------------------------------- | -------- |
| Vereinigte Staaten (RIAA) | Gold                                                                   | 500.000  |
| Insgesamt                 | 1× Gold ·                                                              | 500.000  |

### Big Brother
| Land/Region               | Auszeichnungen für Musikverkäufe (Land/Region, Auszeichnung, Verkäufe) | Verkäufe |
| ------------------------- | ---------------------------------------------------------------------- | -------- |
| Vereinigte Staaten (RIAA) | Gold                                                                   | 500.000  |
| Insgesamt                 | 1× Gold ·                                                              | 500.000  |

### Everything I Am
| Land/Region                  | Auszeichnungen für Musikverkäufe (Land/Region, Auszeichnung, Verkäufe) | Verkäufe  |
| ---------------------------- | ---------------------------------------------------------------------- | --------- |
| Vereinigte Staaten (RIAA)    | Platin                                                                 | 1.000.000 |
| Vereinigtes Königreich (BPI) | Silber                                                                 | 200.000   |
| Insgesamt                    | 1× Silber · 1× Platin ·                                                | 1.200.000 |

### Champion
| Land/Region                  | Auszeichnungen für Musikverkäufe (Land/Region, Auszeichnung, Verkäufe) | Verkäufe  |
| ---------------------------- | ---------------------------------------------------------------------- | --------- |
| Vereinigte Staaten (RIAA)    | Platin                                                                 | 1.000.000 |
| Vereinigtes Königreich (BPI) | Silber                                                                 | 200.000   |
| Insgesamt                    | 1× Silber · 1× Platin ·                                                | 1.200.000 |

### The Glory
| Land/Region               | Auszeichnungen für Musikverkäufe (Land/Region, Auszeichnung, Verkäufe) | Verkäufe |
| ------------------------- | ---------------------------------------------------------------------- | -------- |
| Vereinigte Staaten (RIAA) | Gold                                                                   | 500.000  |
| Insgesamt                 | 1× Gold ·                                                              | 500.000  |

### Beat Goes On
| Land/Region     | Auszeichnungen für Musikverkäufe (Land/Region, Auszeichnung, Verkäufe) | Verkäufe |
| --------------- | ---------------------------------------------------------------------- | -------- |
| Brasilien (PMB) | Platin                                                                 | 60.000   |
| Insgesamt       | 1× Platin ·                                                            | 60.000   |

### See You in My Nightmares
| Land/Region               | Auszeichnungen für Musikverkäufe (Land/Region, Auszeichnung, Verkäufe) | Verkäufe |
| ------------------------- | ---------------------------------------------------------------------- | -------- |
| Vereinigte Staaten (RIAA) | Gold                                                                   | 500.000  |
| Insgesamt                 | 1× Gold ·                                                              | 500.000  |

### Welcome to Heartbreak
| Land/Region               | Auszeichnungen für Musikverkäufe (Land/Region, Auszeichnung, Verkäufe) | Verkäufe |
| ------------------------- | ---------------------------------------------------------------------- | -------- |
| Vereinigte Staaten (RIAA) | Gold                                                                   | 500.000  |
| Insgesamt                 | 1× Gold ·                                                              | 500.000  |

### Devil In a New Dress
| Land/Region                  | Auszeichnungen für Musikverkäufe (Land/Region, Auszeichnung, Verkäufe) | Verkäufe  |
| ---------------------------- | ---------------------------------------------------------------------- | --------- |
| Dänemark (IFPI)              | Gold                                                                   | 45.000    |
| Vereinigte Staaten (RIAA)    | 2× Platin                                                              | 2.000.000 |
| Vereinigtes Königreich (BPI) | Gold                                                                   | 400.000   |
| Insgesamt                    | 2× Gold · 2× Platin ·                                                  | 2.445.000 |

### Dark Fantasy
| Land/Region                  | Auszeichnungen für Musikverkäufe (Land/Region, Auszeichnung, Verkäufe) | Verkäufe |
| ---------------------------- | ---------------------------------------------------------------------- | -------- |
| Vereinigte Staaten (RIAA)    | Gold                                                                   | 500.000  |
| Vereinigtes Königreich (BPI) | Silber                                                                 | 200.000  |
| Insgesamt                    | 1× Silber · 1× Gold ·                                                  | 700.000  |

### Blame Game
| Land/Region               | Auszeichnungen für Musikverkäufe (Land/Region, Auszeichnung, Verkäufe) | Verkäufe |
| ------------------------- | ---------------------------------------------------------------------- | -------- |
| Vereinigte Staaten (RIAA) | Gold                                                                   | 500.000  |
| Insgesamt                 | 1× Gold ·                                                              | 500.000  |

### Lost In The World
| Land/Region               | Auszeichnungen für Musikverkäufe (Land/Region, Auszeichnung, Verkäufe) | Verkäufe |
| ------------------------- | ---------------------------------------------------------------------- | -------- |
| Vereinigte Staaten (RIAA) | Gold                                                                   | 500.000  |
| Insgesamt                 | 1× Gold ·                                                              | 500.000  |

### Who Gon Stop Me
| Land/Region               | Auszeichnungen für Musikverkäufe (Land/Region, Auszeichnung, Verkäufe) | Verkäufe |
| ------------------------- | ---------------------------------------------------------------------- | -------- |
| Vereinigte Staaten (RIAA) | Gold                                                                   | 500.000  |
| Insgesamt                 | 1× Gold ·                                                              | 500.000  |

### New Slaves
| Land/Region               | Auszeichnungen für Musikverkäufe (Land/Region, Auszeichnung, Verkäufe) | Verkäufe |
| ------------------------- | ---------------------------------------------------------------------- | -------- |
| Vereinigte Staaten (RIAA) | Gold                                                                   | 500.000  |
| Insgesamt                 | 1× Gold ·                                                              | 500.000  |

### Blood on the Leaves
| Land/Region                  | Auszeichnungen für Musikverkäufe (Land/Region, Auszeichnung, Verkäufe) | Verkäufe  |
| ---------------------------- | ---------------------------------------------------------------------- | --------- |
| Vereinigte Staaten (RIAA)    | Platin                                                                 | 1.000.000 |
| Vereinigtes Königreich (BPI) | Silber                                                                 | 200.000   |
| Insgesamt                    | 1× Silber · 1× Platin ·                                                | 1.200.000 |

### Hold My Liquor
| Land/Region               | Auszeichnungen für Musikverkäufe (Land/Region, Auszeichnung, Verkäufe) | Verkäufe |
| ------------------------- | ---------------------------------------------------------------------- | -------- |
| Vereinigte Staaten (RIAA) | Gold                                                                   | 500.000  |
| Insgesamt                 | 1× Gold ·                                                              | 500.000  |

### I Am a God
| Land/Region               | Auszeichnungen für Musikverkäufe (Land/Region, Auszeichnung, Verkäufe) | Verkäufe |
| ------------------------- | ---------------------------------------------------------------------- | -------- |
| Vereinigte Staaten (RIAA) | Gold                                                                   | 500.000  |
| Insgesamt                 | 1× Gold ·                                                              | 500.000  |

### On Sight
| Land/Region               | Auszeichnungen für Musikverkäufe (Land/Region, Auszeichnung, Verkäufe) | Verkäufe |
| ------------------------- | ---------------------------------------------------------------------- | -------- |
| Vereinigte Staaten (RIAA) | Gold                                                                   | 500.000  |
| Insgesamt                 | 1× Gold ·                                                              | 500.000  |

### Jukebox Joints
| Land/Region               | Auszeichnungen für Musikverkäufe (Land/Region, Auszeichnung, Verkäufe) | Verkäufe  |
| ------------------------- | ---------------------------------------------------------------------- | --------- |
| Vereinigte Staaten (RIAA) | Platin                                                                 | 1.000.000 |
| Insgesamt                 | 1× Platin ·                                                            | 1.000.000 |

### Smuckers
| Land/Region               | Auszeichnungen für Musikverkäufe (Land/Region, Auszeichnung, Verkäufe) | Verkäufe |
| ------------------------- | ---------------------------------------------------------------------- | -------- |
| Vereinigte Staaten (RIAA) | Gold                                                                   | 500.000  |
| Insgesamt                 | 1× Gold ·                                                              | 500.000  |

### Saint Pablo
| Land/Region                  | Auszeichnungen für Musikverkäufe (Land/Region, Auszeichnung, Verkäufe) | Verkäufe |
| ---------------------------- | ---------------------------------------------------------------------- | -------- |
| Vereinigte Staaten (RIAA)    | Gold                                                                   | 500.000  |
| Vereinigtes Königreich (BPI) | Silber                                                                 | 200.000  |
| Insgesamt                    | 1× Silber · 1× Gold ·                                                  | 700.000  |

### Ultralight Beam
| Land/Region                  | Auszeichnungen für Musikverkäufe (Land/Region, Auszeichnung, Verkäufe) | Verkäufe  |
| ---------------------------- | ---------------------------------------------------------------------- | --------- |
| Brasilien (PMB)              | Gold                                                                   | 30.000    |
| Dänemark (IFPI)              | Gold                                                                   | 45.000    |
| Neuseeland (RMNZ)            | Platin                                                                 | 30.000    |
| Vereinigte Staaten (RIAA)    | 2× Platin                                                              | 2.000.000 |
| Vereinigtes Königreich (BPI) | Gold                                                                   | 400.000   |
| Insgesamt                    | 3× Gold · 3× Platin ·                                                  | 2.505.000 |

### Pt. 2
| Land/Region                  | Auszeichnungen für Musikverkäufe (Land/Region, Auszeichnung, Verkäufe) | Verkäufe  |
| ---------------------------- | ---------------------------------------------------------------------- | --------- |
| Vereinigte Staaten (RIAA)    | Platin                                                                 | 1.000.000 |
| Vereinigtes Königreich (BPI) | Silber                                                                 | 200.000   |
| Insgesamt                    | 1× Silber · 1× Platin ·                                                | 1.200.000 |

### Waves
| Land/Region                  | Auszeichnungen für Musikverkäufe (Land/Region, Auszeichnung, Verkäufe) | Verkäufe  |
| ---------------------------- | ---------------------------------------------------------------------- | --------- |
| Dänemark (IFPI)              | Gold                                                                   | 45.000    |
| Neuseeland (RMNZ)            | Platin                                                                 | 30.000    |
| Vereinigte Staaten (RIAA)    | 3× Platin                                                              | 3.000.000 |
| Vereinigtes Königreich (BPI) | Gold                                                                   | 400.000   |
| Insgesamt                    | 2× Gold · 4× Platin ·                                                  | 3.475.000 |

### Real Friends
| Land/Region                  | Auszeichnungen für Musikverkäufe (Land/Region, Auszeichnung, Verkäufe) | Verkäufe  |
| ---------------------------- | ---------------------------------------------------------------------- | --------- |
| Vereinigte Staaten (RIAA)    | Platin                                                                 | 1.000.000 |
| Vereinigtes Königreich (BPI) | Silber                                                                 | 200.000   |
| Insgesamt                    | 1× Silber · 1× Platin ·                                                | 1.200.000 |

### FML
| Land/Region                  | Auszeichnungen für Musikverkäufe (Land/Region, Auszeichnung, Verkäufe) | Verkäufe  |
| ---------------------------- | ---------------------------------------------------------------------- | --------- |
| Dänemark (IFPI)              | Gold                                                                   | 45.000    |
| Vereinigte Staaten (RIAA)    | Platin                                                                 | 1.000.000 |
| Vereinigtes Königreich (BPI) | Silber                                                                 | 200.000   |
| Insgesamt                    | 1× Silber · 1× Gold · 1× Platin ·                                      | 1.245.000 |

### No More Parties in LA
| Land/Region                  | Auszeichnungen für Musikverkäufe (Land/Region, Auszeichnung, Verkäufe) | Verkäufe  |
| ---------------------------- | ---------------------------------------------------------------------- | --------- |
| Vereinigte Staaten (RIAA)    | Platin                                                                 | 1.000.000 |
| Vereinigtes Königreich (BPI) | Silber                                                                 | 200.000   |
| Insgesamt                    | 1× Silber · 1× Platin ·                                                | 1.200.000 |

### Wolves
| Land/Region                  | Auszeichnungen für Musikverkäufe (Land/Region, Auszeichnung, Verkäufe) | Verkäufe  |
| ---------------------------- | ---------------------------------------------------------------------- | --------- |
| Brasilien (PMB)              | Gold                                                                   | 30.000    |
| Dänemark (IFPI)              | Gold                                                                   | 45.000    |
| Vereinigte Staaten (RIAA)    | Platin                                                                 | 1.000.000 |
| Vereinigtes Königreich (BPI) | Silber                                                                 | 200.000   |
| Insgesamt                    | 1× Silber · 2× Gold · 1× Platin ·                                      | 1.275.000 |

### Gorgeous
| Land/Region                  | Auszeichnungen für Musikverkäufe (Land/Region, Auszeichnung, Verkäufe) | Verkäufe  |
| ---------------------------- | ---------------------------------------------------------------------- | --------- |
| Vereinigte Staaten (RIAA)    | Platin                                                                 | 1.000.000 |
| Vereinigtes Königreich (BPI) | Silber                                                                 | 200.000   |
| Insgesamt                    | 1× Silber · 1× Platin ·                                                | 1.200.000 |

### So Appalled
| Land/Region               | Auszeichnungen für Musikverkäufe (Land/Region, Auszeichnung, Verkäufe) | Verkäufe |
| ------------------------- | ---------------------------------------------------------------------- | -------- |
| Vereinigte Staaten (RIAA) | Gold                                                                   | 500.000  |
| Insgesamt                 | 1× Gold ·                                                              | 500.000  |

### Hell of a Life
| Land/Region               | Auszeichnungen für Musikverkäufe (Land/Region, Auszeichnung, Verkäufe) | Verkäufe |
| ------------------------- | ---------------------------------------------------------------------- | -------- |
| Vereinigte Staaten (RIAA) | Gold                                                                   | 500.000  |
| Insgesamt                 | 1× Gold ·                                                              | 500.000  |

### Ghost Town
| Land/Region                  | Auszeichnungen für Musikverkäufe (Land/Region, Auszeichnung, Verkäufe) | Verkäufe  |
| ---------------------------- | ---------------------------------------------------------------------- | --------- |
| Brasilien (PMB)              | Gold                                                                   | 20.000    |
| Dänemark (IFPI)              | Gold                                                                   | 45.000    |
| Vereinigte Staaten (RIAA)    | 2× Platin                                                              | 2.000.000 |
| Vereinigtes Königreich (BPI) | Gold                                                                   | 400.000   |
| Insgesamt                    | 3× Gold · 2× Platin ·                                                  | 2.465.000 |

### Wouldn’t Leave
| Land/Region               | Auszeichnungen für Musikverkäufe (Land/Region, Auszeichnung, Verkäufe) | Verkäufe |
| ------------------------- | ---------------------------------------------------------------------- | -------- |
| Vereinigte Staaten (RIAA) | Gold                                                                   | 500.000  |
| Insgesamt                 | 1× Gold ·                                                              | 500.000  |

### Mama
| Land/Region               | Auszeichnungen für Musikverkäufe (Land/Region, Auszeichnung, Verkäufe) | Verkäufe |
| ------------------------- | ---------------------------------------------------------------------- | -------- |
| Vereinigte Staaten (RIAA) | Gold                                                                   | 500.000  |
| Insgesamt                 | 1× Gold ·                                                              | 500.000  |

### Violent Crimes
| Land/Region                  | Auszeichnungen für Musikverkäufe (Land/Region, Auszeichnung, Verkäufe) | Verkäufe  |
| ---------------------------- | ---------------------------------------------------------------------- | --------- |
| Brasilien (PMB)              | Gold                                                                   | 20.000    |
| Dänemark (IFPI)              | Platin                                                                 | 90.000    |
| Italien (FIMI)               | Gold                                                                   | 50.000    |
| Polen (ZPAV)                 | Gold                                                                   | 25.000    |
| Vereinigte Staaten (RIAA)    | 2× Platin                                                              | 2.000.000 |
| Vereinigtes Königreich (BPI) | Platin                                                                 | 600.000   |
| Insgesamt                    | 3× Gold · 4× Platin ·                                                  | 2.785.000 |

### I Thought About Killing You
| Land/Region               | Auszeichnungen für Musikverkäufe (Land/Region, Auszeichnung, Verkäufe) | Verkäufe |
| ------------------------- | ---------------------------------------------------------------------- | -------- |
| Vereinigte Staaten (RIAA) | Gold                                                                   | 500.000  |
| Insgesamt                 | 1× Gold ·                                                              | 500.000  |

### No Mistakes
| Land/Region               | Auszeichnungen für Musikverkäufe (Land/Region, Auszeichnung, Verkäufe) | Verkäufe |
| ------------------------- | ---------------------------------------------------------------------- | -------- |
| Vereinigte Staaten (RIAA) | Gold                                                                   | 500.000  |
| Insgesamt                 | 1× Gold ·                                                              | 500.000  |

### Highlights
| Land/Region               | Auszeichnungen für Musikverkäufe (Land/Region, Auszeichnung, Verkäufe) | Verkäufe |
| ------------------------- | ---------------------------------------------------------------------- | -------- |
| Vereinigte Staaten (RIAA) | Gold                                                                   | 500.000  |
| Insgesamt                 | 1× Gold ·                                                              | 500.000  |

### Feedback
| Land/Region               | Auszeichnungen für Musikverkäufe (Land/Region, Auszeichnung, Verkäufe) | Verkäufe |
| ------------------------- | ---------------------------------------------------------------------- | -------- |
| Vereinigte Staaten (RIAA) | Gold                                                                   | 500.000  |
| Insgesamt                 | 1× Gold ·                                                              | 500.000  |

### 30 Hours
| Land/Region               | Auszeichnungen für Musikverkäufe (Land/Region, Auszeichnung, Verkäufe) | Verkäufe |
| ------------------------- | ---------------------------------------------------------------------- | -------- |
| Vereinigte Staaten (RIAA) | Gold                                                                   | 500.000  |
| Insgesamt                 | 1× Gold ·                                                              | 500.000  |

### Facts
| Land/Region               | Auszeichnungen für Musikverkäufe (Land/Region, Auszeichnung, Verkäufe) | Verkäufe |
| ------------------------- | ---------------------------------------------------------------------- | -------- |
| Vereinigte Staaten (RIAA) | Gold                                                                   | 500.000  |
| Insgesamt                 | 1× Gold ·                                                              | 500.000  |

### I Love Kanye
| Land/Region               | Auszeichnungen für Musikverkäufe (Land/Region, Auszeichnung, Verkäufe) | Verkäufe |
| ------------------------- | ---------------------------------------------------------------------- | -------- |
| Vereinigte Staaten (RIAA) | Gold                                                                   | 500.000  |
| Insgesamt                 | 1× Gold ·                                                              | 500.000  |

### Freestyle 4
| Land/Region               | Auszeichnungen für Musikverkäufe (Land/Region, Auszeichnung, Verkäufe) | Verkäufe |
| ------------------------- | ---------------------------------------------------------------------- | -------- |
| Vereinigte Staaten (RIAA) | Gold                                                                   | 500.000  |
| Insgesamt                 | 1× Gold ·                                                              | 500.000  |

### Low Lights
| Land/Region               | Auszeichnungen für Musikverkäufe (Land/Region, Auszeichnung, Verkäufe) | Verkäufe |
| ------------------------- | ---------------------------------------------------------------------- | -------- |
| Vereinigte Staaten (RIAA) | Gold                                                                   | 500.000  |
| Insgesamt                 | 1× Gold ·                                                              | 500.000  |

### Mixed Personalities
| Land/Region                  | Auszeichnungen für Musikverkäufe (Land/Region, Auszeichnung, Verkäufe) | Verkäufe  |
| ---------------------------- | ---------------------------------------------------------------------- | --------- |
| Neuseeland (RMNZ)            | Platin                                                                 | 30.000    |
| Vereinigte Staaten (RIAA)    | 2× Platin                                                              | 2.000.000 |
| Vereinigtes Königreich (BPI) | Silber                                                                 | 200.000   |
| Insgesamt                    | 1× Silber · 3× Platin ·                                                | 2.230.000 |

### Selah
| Land/Region               | Auszeichnungen für Musikverkäufe (Land/Region, Auszeichnung, Verkäufe) | Verkäufe |
| ------------------------- | ---------------------------------------------------------------------- | -------- |
| Brasilien (PMB)           | Gold                                                                   | 20.000   |
| Vereinigte Staaten (RIAA) | Gold                                                                   | 500.000  |
| Insgesamt                 | 2× Gold ·                                                              | 520.000  |

### On God
| Land/Region               | Auszeichnungen für Musikverkäufe (Land/Region, Auszeichnung, Verkäufe) | Verkäufe |
| ------------------------- | ---------------------------------------------------------------------- | -------- |
| Vereinigte Staaten (RIAA) | Gold                                                                   | 500.000  |
| Insgesamt                 | 1× Gold ·                                                              | 500.000  |

### Everything We Need
| Land/Region               | Auszeichnungen für Musikverkäufe (Land/Region, Auszeichnung, Verkäufe) | Verkäufe |
| ------------------------- | ---------------------------------------------------------------------- | -------- |
| Brasilien (PMB)           | Gold                                                                   | 20.000   |
| Vereinigte Staaten (RIAA) | Gold                                                                   | 500.000  |
| Insgesamt                 | 2× Gold ·                                                              | 520.000  |

### God Is
| Land/Region               | Auszeichnungen für Musikverkäufe (Land/Region, Auszeichnung, Verkäufe) | Verkäufe |
| ------------------------- | ---------------------------------------------------------------------- | -------- |
| Brasilien (PMB)           | Gold                                                                   | 20.000   |
| Vereinigte Staaten (RIAA) | Gold                                                                   | 500.000  |
| Insgesamt                 | 2× Gold ·                                                              | 520.000  |

### Use This Gospel
| Land/Region               | Auszeichnungen für Musikverkäufe (Land/Region, Auszeichnung, Verkäufe) | Verkäufe |
| ------------------------- | ---------------------------------------------------------------------- | -------- |
| Brasilien (PMB)           | Gold                                                                   | 20.000   |
| Vereinigte Staaten (RIAA) | Gold                                                                   | 500.000  |
| Insgesamt                 | 2× Gold ·                                                              | 520.000  |

### Jail
| Land/Region               | Auszeichnungen für Musikverkäufe (Land/Region, Auszeichnung, Verkäufe) | Verkäufe |
| ------------------------- | ---------------------------------------------------------------------- | -------- |
| Kanada (MC)               | Gold                                                                   | 40.000   |
| Vereinigte Staaten (RIAA) | Gold                                                                   | 500.000  |
| Insgesamt                 | 2× Gold ·                                                              | 540.000  |

### Off the Grid
| Land/Region                  | Auszeichnungen für Musikverkäufe (Land/Region, Auszeichnung, Verkäufe) | Verkäufe  |
| ---------------------------- | ---------------------------------------------------------------------- | --------- |
| Brasilien (PMB)              | Gold                                                                   | 20.000    |
| Kanada (MC)                  | Gold                                                                   | 40.000    |
| Polen (ZPAV)                 | Gold                                                                   | 25.000    |
| Vereinigte Staaten (RIAA)    | Platin                                                                 | 1.000.000 |
| Vereinigtes Königreich (BPI) | Silber                                                                 | 200.000   |
| Insgesamt                    | 1× Silber · 3× Gold · 1× Platin ·                                      | 1.285.000 |

### Moon
| Land/Region                  | Auszeichnungen für Musikverkäufe (Land/Region, Auszeichnung, Verkäufe) | Verkäufe  |
| ---------------------------- | ---------------------------------------------------------------------- | --------- |
| Brasilien (PMB)              | Gold                                                                   | 20.000    |
| Kanada (MC)                  | Gold                                                                   | 40.000    |
| Vereinigte Staaten (RIAA)    | Platin                                                                 | 1.000.000 |
| Vereinigtes Königreich (BPI) | Silber                                                                 | 200.000   |
| Insgesamt                    | 1× Silber · 2× Gold · 1× Platin ·                                      | 1.260.000 |

### Praise God
| Land/Region                  | Auszeichnungen für Musikverkäufe (Land/Region, Auszeichnung, Verkäufe) | Verkäufe  |
| ---------------------------- | ---------------------------------------------------------------------- | --------- |
| Brasilien (PMB)              | 2× Platin                                                              | 80.000    |
| Italien (FIMI)               | Gold                                                                   | 50.000    |
| Kanada (MC)                  | Gold                                                                   | 40.000    |
| Polen (ZPAV)                 | Platin                                                                 | 50.000    |
| Vereinigte Staaten (RIAA)    | Platin                                                                 | 1.000.000 |
| Vereinigtes Königreich (BPI) | Silber                                                                 | 200.000   |
| Insgesamt                    | 1× Silber · 2× Gold · 4× Platin ·                                      | 1.420.000 |

### Believe What I Say
| Land/Region               | Auszeichnungen für Musikverkäufe (Land/Region, Auszeichnung, Verkäufe) | Verkäufe |
| ------------------------- | ---------------------------------------------------------------------- | -------- |
| Vereinigte Staaten (RIAA) | Gold                                                                   | 500.000  |
| Insgesamt                 | 1× Gold ·                                                              | 500.000  |

### Pure Souls
| Land/Region               | Auszeichnungen für Musikverkäufe (Land/Region, Auszeichnung, Verkäufe) | Verkäufe |
| ------------------------- | ---------------------------------------------------------------------- | -------- |
| Vereinigte Staaten (RIAA) | Gold                                                                   | 500.000  |
| Insgesamt                 | 1× Gold ·                                                              | 500.000  |

## Auszeichnungen nach Autorenbeteiligungen und Produktionen

### ’03 Bonnie & Clyde(Jay-Zfeat.Beyoncé)
| Land/Region                  | Auszeichnungen für Musikverkäufe (Land/Region, Auszeichnung, Verkäufe) | Verkäufe  |
| ---------------------------- | ---------------------------------------------------------------------- | --------- |
| Australien (ARIA)            | Platin                                                                 | 70.000    |
| Vereinigte Staaten (RIAA)    | Platin                                                                 | 1.000.000 |
| Vereinigtes Königreich (BPI) | Gold                                                                   | 400.000   |
| Insgesamt                    | 1× Gold · 2× Platin ·                                                  | 1.470.000 |

### I Want You (Janet Jackson)
| Land/Region               | Auszeichnungen für Musikverkäufe (Land/Region, Auszeichnung, Verkäufe) | Verkäufe  |
| ------------------------- | ---------------------------------------------------------------------- | --------- |
| Vereinigte Staaten (RIAA) | Platin                                                                 | 1.000.000 |
| Insgesamt                 | 1× Platin ·                                                            | 1.000.000 |

### Young Forever (Jay-Z feat.Mr Hudson)
| Land/Region                  | Auszeichnungen für Musikverkäufe (Land/Region, Auszeichnung, Verkäufe) | Verkäufe  |
| ---------------------------- | ---------------------------------------------------------------------- | --------- |
| Vereinigte Staaten (RIAA)    | 3× Platin                                                              | 3.000.000 |
| Vereinigtes Königreich (BPI) | Gold                                                                   | 400.000   |
| Insgesamt                    | 1× Gold · 3× Platin ·                                                  | 3.400.000 |

### I Don’t Fuck with You (Big Seanfeat.E-40)
| Land/Region                  | Auszeichnungen für Musikverkäufe (Land/Region, Auszeichnung, Verkäufe) | Verkäufe   |
| ---------------------------- | ---------------------------------------------------------------------- | ---------- |
| Australien (ARIA)            | 3× Platin                                                              | 210.000    |
| Brasilien (PMB)              | Platin                                                                 | 60.000     |
| Dänemark (IFPI)              | Gold                                                                   | 45.000     |
| Deutschland (BVMI)           | Gold                                                                   | 200.000    |
| Kanada (MC)                  | 3× Platin                                                              | 240.000    |
| Vereinigte Staaten (RIAA)    | 9× Platin                                                              | 9.000.000  |
| Vereinigtes Königreich (BPI) | Platin                                                                 | 600.000    |
| Insgesamt                    | 2× Gold · 17× Platin ·                                                 | 10.345.000 |

### Bitch Better Have My Money (Rihanna)
| Land/Region                  | Auszeichnungen für Musikverkäufe (Land/Region, Auszeichnung, Verkäufe) | Verkäufe  |
| ---------------------------- | ---------------------------------------------------------------------- | --------- |
| Australien (ARIA)            | Platin                                                                 | 70.000    |
| Brasilien (PMB)              | Diamant                                                                | 250.000   |
| Dänemark (IFPI)              | Platin                                                                 | 90.000    |
| Deutschland (BVMI)           | Gold                                                                   | 200.000   |
| Frankreich (SNEP)            | Gold                                                                   | 75.000    |
| Griechenland (IFPI)          | Gold                                                                   | 10.000    |
| Italien (FIMI)               | Platin                                                                 | 50.000    |
| Neuseeland (RMNZ)            | Gold                                                                   | 7.500     |
| Polen (ZPAV)                 | 2× Platin                                                              | 40.000    |
| Schweden (IFPI)              | Platin                                                                 | 40.000    |
| Spanien (Promusicae)         | Platin                                                                 | 60.000    |
| Vereinigte Staaten (RIAA)    | 4× Platin                                                              | 4.000.000 |
| Vereinigtes Königreich (BPI) | Platin                                                                 | 600.000   |
| Insgesamt                    | 4× Gold · 12× Platin · 1× Diamant ·                                    | 5.492.500 |

### American Oxygen (Rihanna)
| Land/Region     | Auszeichnungen für Musikverkäufe (Land/Region, Auszeichnung, Verkäufe) | Verkäufe |
| --------------- | ---------------------------------------------------------------------- | -------- |
| Brasilien (PMB) | Gold                                                                   | 30.000   |
| Dänemark (IFPI) | Gold                                                                   | 30.000   |
| Polen (ZPAV)    | Gold                                                                   | 10.000   |
| Schweden (IFPI) | Platin                                                                 | 40.000   |
| Insgesamt       | 3× Gold · 1× Platin ·                                                  | 110.000  |

### Tell Your Friends (The Weeknd)
| Land/Region                  | Auszeichnungen für Musikverkäufe (Land/Region, Auszeichnung, Verkäufe) | Verkäufe  |
| ---------------------------- | ---------------------------------------------------------------------- | --------- |
| Kanada (MC)                  | Gold                                                                   | 40.000    |
| Vereinigte Staaten (RIAA)    | Platin                                                                 | 1.000.000 |
| Vereinigtes Königreich (BPI) | Silber                                                                 | 200.000   |
| Insgesamt                    | 1× Silber · 1× Gold · 1× Platin ·                                      | 1.240.000 |

## Auszeichnungen nach Musikstreamings

### Gold Digger
| Land/Region     | Auszeichnungen für Musikverkäufe (Land/Region, Auszeichnung, Verkäufe) | Verkäufe  |
| --------------- | ---------------------------------------------------------------------- | --------- |
| Dänemark (IFPI) | Platin                                                                 | 1.800.000 |
| Insgesamt       | 1× Platin ·                                                            | 1.800.000 |

### Stronger
| Land/Region     | Auszeichnungen für Musikverkäufe (Land/Region, Auszeichnung, Verkäufe) | Verkäufe |
| --------------- | ---------------------------------------------------------------------- | -------- |
| Dänemark (IFPI) | Gold                                                                   | 900.000  |
| Insgesamt       | 1× Gold ·                                                              | 900.000  |

### Run This Town
| Land/Region     | Auszeichnungen für Musikverkäufe (Land/Region, Auszeichnung, Verkäufe) | Verkäufe |
| --------------- | ---------------------------------------------------------------------- | -------- |
| Dänemark (IFPI) | Gold                                                                   | 900.000  |
| Insgesamt       | 1× Gold ·                                                              | 900.000  |

### Power
| Land/Region     | Auszeichnungen für Musikverkäufe (Land/Region, Auszeichnung, Verkäufe) | Verkäufe  |
| --------------- | ---------------------------------------------------------------------- | --------- |
| Dänemark (IFPI) | Platin                                                                 | 1.800.000 |
| Insgesamt       | 1× Platin ·                                                            | 1.800.000 |

### Otis
| Land/Region     | Auszeichnungen für Musikverkäufe (Land/Region, Auszeichnung, Verkäufe) | Verkäufe  |
| --------------- | ---------------------------------------------------------------------- | --------- |
| Dänemark (IFPI) | Platin                                                                 | 1.800.000 |
| Insgesamt       | 1× Platin ·                                                            | 1.800.000 |

### Runaway
| Land/Region     | Auszeichnungen für Musikverkäufe (Land/Region, Auszeichnung, Verkäufe) | Verkäufe |
| --------------- | ---------------------------------------------------------------------- | -------- |
| Dänemark (IFPI) | Gold                                                                   | 900.000  |
| Insgesamt       | 1× Gold ·                                                              | 900.000  |

### Niggas in Paris
| Land/Region     | Auszeichnungen für Musikverkäufe (Land/Region, Auszeichnung, Verkäufe) | Verkäufe  |
| --------------- | ---------------------------------------------------------------------- | --------- |
| Dänemark (IFPI) | 2× Platin                                                              | 3.600.000 |
| Insgesamt       | 2× Platin ·                                                            | 3.600.000 |

### No Church In the Wild
| Land/Region     | Auszeichnungen für Musikverkäufe (Land/Region, Auszeichnung, Verkäufe) | Verkäufe  |
| --------------- | ---------------------------------------------------------------------- | --------- |
| Dänemark (IFPI) | Platin                                                                 | 1.800.000 |
| Insgesamt       | 1× Platin ·                                                            | 1.800.000 |

### Mercy
| Land/Region     | Auszeichnungen für Musikverkäufe (Land/Region, Auszeichnung, Verkäufe) | Verkäufe  |
| --------------- | ---------------------------------------------------------------------- | --------- |
| Dänemark (IFPI) | Platin                                                                 | 1.800.000 |
| Insgesamt       | 1× Platin ·                                                            | 1.800.000 |

### Clique
| Land/Region     | Auszeichnungen für Musikverkäufe (Land/Region, Auszeichnung, Verkäufe) | Verkäufe  |
| --------------- | ---------------------------------------------------------------------- | --------- |
| Dänemark (IFPI) | Platin                                                                 | 1.800.000 |
| Insgesamt       | 1× Platin ·                                                            | 1.800.000 |

### Black Skinhead
| Land/Region     | Auszeichnungen für Musikverkäufe (Land/Region, Auszeichnung, Verkäufe) | Verkäufe |
| --------------- | ---------------------------------------------------------------------- | -------- |
| Dänemark (IFPI) | Gold                                                                   | 900.000  |
| Insgesamt       | 1× Gold ·                                                              | 900.000  |

## Auszeichnungen nach Videoalben

### The College Dropout Video Anthology
| Land/Region               | Auszeichnungen für Musikverkäufe (Land/Region, Auszeichnung, Verkäufe) | Verkäufe |
| ------------------------- | ---------------------------------------------------------------------- | -------- |
| Vereinigte Staaten (RIAA) | Gold                                                                   | 50.000   |
| Insgesamt                 | 1× Gold ·                                                              | 50.000   |

## Statistik und Quellen
| Land/RegionAuszeichnungen für Musikverkäufe (Land/Region, Auszeichnungen, Verkäufe, Quellen) | Silber       | Gold         | Platin         | Diamant     | Verkäufe    | Quellen                                                   |
| -------------------------------------------------------------------------------------------- | ------------ | ------------ | -------------- | ----------- | ----------- | --------------------------------------------------------- |
| Australien (ARIA)                                                                            | —            | 8× Gold8     | 58× Platin58   | —           | 4.340.000   | aria.com.au                                               |
| Belgien (BRMA)                                                                               | —            | 3× Gold3     | Platin1        | —           | 80.000      | ultratop.be                                               |
| Brasilien (PMB)                                                                              | —            | 25× Gold25   | 18× Platin18   | 2× Diamant2 | 2.060.000   | pro-musicabr.org.br                                       |
| Dänemark (IFPI)                                                                              | —            | 34× Gold34   | 51× Platin51   | —           | 3.672.500   | ifpi.dk                                                   |
| Deutschland (BVMI)                                                                           | —            | 18× Gold18   | 6× Platin6     | —           | 4.700.000   | musikindustrie.de                                         |
| Europa (IFPI)                                                                                | —            | —            | Platin1        | —           | (1.000.000) | ifpi.org (Memento vom 1. Januar 2014 im Internet Archive) |
| Frankreich (SNEP)                                                                            | —            | 9× Gold9     | —              | —           | 869.600     | snepmusique.com                                           |
| Griechenland (IFPI)                                                                          | —            | 3× Gold3     | 2× Platin2     | —           | 70.000      | Einzelnachweise                                           |
| Irland (IRMA)                                                                                | —            | —            | 4× Platin4     | —           | 60.000      | irishcharts.ie                                            |
| Island (IFPI)                                                                                | —            | Gold1        | —              | —           | 2.500       | Einzelnachweise                                           |
| Italien (FIMI)                                                                               | —            | 21× Gold21   | 11× Platin11   | —           | 1.365.000   | fimi.it                                                   |
| Japan (RIAJ)                                                                                 | —            | Gold1        | —              | —           | 100.000     | riaj.or.jp                                                |
| Kanada (MC)                                                                                  | —            | 6× Gold6     | 23× Platin23   | —           | 2.642.000   | musiccanada.com                                           |
| Mexiko (AMPROFON)                                                                            | —            | Gold1        | —              | —           | 30.000      | amprofon.com.mx                                           |
| Neuseeland (RMNZ)                                                                            | —            | 7× Gold7     | 103× Platin103 | —           | 2.745.000   | aotearoamusiccharts.co.nz NZ2 NZ3                         |
| Österreich (IFPI)                                                                            | —            | Gold1        | Platin1        | —           | 45.000      | ifpi.at                                                   |
| Polen (ZPAV)                                                                                 | —            | 6× Gold6     | 9× Platin9     | —           | 360.000     | olis.pl                                                   |
| Portugal (AFP)                                                                               | —            | 3× Gold3     | 3× Platin3     | —           | 45.000      | Einzelnachweise                                           |
| Russland (NFPF)                                                                              | —            | Gold1        | —              | —           | 10.000      | 2m-online.ru                                              |
| Schweden (IFPI)                                                                              | —            | Gold1        | 9× Platin9     | —           | 380.000     | sverigetopplistan.se                                      |
| Schweiz (IFPI)                                                                               | —            | Gold1        | Platin1        | —           | 45.000      | hitparade.ch                                              |
| Spanien (Promusicae)                                                                         | —            | 9× Gold9     | 3× Platin3     | —           | 430.000     | elportaldemusica.es                                       |
| Vereinigte Staaten (RIAA)                                                                    | —            | 53× Gold53   | 253× Platin253 | 3× Diamant3 | 306.050.000 | riaa.com                                                  |
| Vereinigtes Königreich (BPI)                                                                 | 32× Silber32 | 20× Gold20   | 67× Platin67   | —           | 49.321.000  | bpi.co.uk                                                 |
| Insgesamt                                                                                    | 32× Silber32 | 232× Gold232 | 624× Platin624 | 5× Diamant5 |             |                                                           |